# Roma
Roma (em italiano:  Roma [ˈroːma] (escutarⓘ)) é a capital da Itália e também da região do Lácio, além de ser o centro da Cidade Metropolitana de Roma e de uma comuna especial. Com 2 860 009 residentes em 1 285 km², Roma é a comuna mais populosa do país e a terceira cidade mais populosa da União Europeia. A Cidade Metropolitana de Roma, com uma população de 4 355 725 habitantes, é a cidade metropolitana mais populosa da Itália e sua área metropolitana é a terceira mais populosa do país. A cidade está localizada na porção centro-oeste da Península Itálica, ao longo das margens do rio Tibre. A Cidade do Vaticano (o menor país do mundo) é um país independente dentro dos limites da cidade de Roma, o único exemplo existente de um país dentro de uma cidade no mundo. Roma é muitas vezes referida como a "Cidade das Sete Colinas" devido à sua localização geográfica, e também como a "Cidade Eterna", por conta de sua longa história, e porque ele inicia como uma cidade, mas depois ela se torna em um império. Roma é geralmente considerada o "berço da cultura e da civilização ocidental e cristã" e o centro da Igreja Católica.
A história de Roma abrange 28 séculos. Apesar da mitologia romana datar a fundação de Roma por volta de 753 a.C., o local é habitado há muito mais tempo, tornando-se um importante assentamento humano por quase três milênios e uma das mais antigas cidades continuamente ocupadas da Europa. A população inicial da cidade originou-se de uma mistura de latinos, etruscos e sabinos. Eventualmente, a cidade tornou-se sucessivamente a capital do Reino Romano, da República Romana e do Império Romano, sendo considerada por muitos como a primeira cidade e metrópole imperial. Foi chamada pela primeira vez de "Cidade Eterna" (em latim: Urbs Aeterna; em italiano:  La Città Eterna) pelo poeta romano Tibulo no século I a.C. e a expressão também foi adotada por Ovídio, Virgílio e Lívio. Roma também é chamada de "Caput Mundi" (Capital do Mundo).
Após a queda do Império Romano do Ocidente, que marcou o início da Idade Média, Roma caiu lentamente sob o controle político do Papado e, no século VIII, tornou-se a capital dos Estados Papais, que duraram até 1870. A partir do Renascimento, quase todos os papas desde Nicolau V (1447–1455) seguiram um programa arquitetônico e urbano coerente ao longo de quatrocentos anos, visando tornar a cidade o centro artístico e cultural do mundo. Desta forma, Roma tornou-se primeiro um dos principais centros do período renascentista e depois o berço do estilo barroco e do neoclassicismo. Artistas, pintores, escultores e arquitetos famosos fizeram de Roma o centro de sua atividade, criando obras-primas por toda a cidade. Em 1871, Roma tornou-se a capital do Reino da Itália, que, em 1946, tornou-se a República Italiana.
Em 2019, Roma foi a 11ª cidade mais visitada do mundo, com 10,1 milhões de turistas, a terceira mais visitada na União Europeia e o destino turístico mais popular da Itália. O seu centro histórico está classificado pela UNESCO como um Patrimônio Mundial. Cidade-sede dos Jogos Olímpicos de Verão de 1960, Roma é também a sede de várias agências especializadas das Nações Unidas, como a Organização das Nações Unidas para a Alimentação e a Agricultura (FAO), o Programa Alimentar Mundial (PAM) e o Fundo Internacional de Desenvolvimento Agrícola (FIDA). A cidade também abriga a Secretaria da Assembleia Parlamentar da União para o Mediterrâneo (UpM), bem como a sede de muitas empresas internacionais, como Eni, Enel, TIM, Leonardo S.p.A., e bancos nacionais e internacionais, como Unicredit. O distrito de negócios EUR de Roma é o lar de muitas empresas da indústria petrolífera, farmacêutica e de serviços financeiros. A presença de renomadas marcas internacionais na cidade fez de Roma um importante centro de moda e design, e os estúdios Cinecittà foram cenário de muitos filmes vencedores do Oscar.

## Etimologia
De acordo com o mito fundador da cidade dos próprios romanos antigos, acredita-se que a longa tradição da origem do nome "Roma" venha do fundador e do primeiro rei da cidade, Rômulo.
No entanto, é uma possibilidade que o nome Rômulo tenha sido derivado da própria Roma. Já no século IV, havia teorias alternativas propostas sobre a origem do nome da cidade. Várias hipóteses foram lançadas com foco em raízes linguísticas incertas:
- De Rumon ou Rumen, nome arcaico do rio Tibre, que por sua vez tem a mesma raiz do verbo grego ῥέω (rhèo) e do verbo latino ruo, que significam "fluxo";[21]
- Da palavra etrusca ruma, cuja raiz é *rum-"tetina", com possível referência à loba que adotou e amamentou os gêmeos Rômulo e Remo, ou à forma dos montes Palatino e Aventino;
- Da palavra grega ῥώμη (rhōmē), que significa "força";[22]
- Na Bíblia (em Gênesis) o irmão de Abraão, Nacor, tinha uma concubina chamada Roma.

A origem do nome da divindade protetora de Roma é desconhecida. Provavelmente com a finalidade dos romanos se protegerem contra a fórmula que utilizavam antes de atacar as cidades inimigas; invocando o nome dessa divindade em seu benefício. Segundo os textos antigos o nome místico de Roma, Amor não podia ser reproduzido publicamente.

## História
-  Reino de Roma c. 753–509 a.C.
-  República Romana 509–27 a.C.
-  Império Romano 27 a.C.–395 d.C.
-  Império Romano do Ocidente 286–476
-  Reino da Itália 476–493
-  Reino Ostrogótico 493–536
-  Império Romano do Oriente 536–546
-  Reino Ostrogótico 546–547
-  Império Romano do Oriente 547–549
-  Reino Ostrogótico 549–552
-  Império Romano do Oriente 552–751
-  Reino Lombardo 751–756
-  Estados Pontifícios 756–1798
-  República Romana 1798–1799
-  Estados Pontifícios 1799–1809
-  Império Francês 1809–1814
-  Estados Pontifícios 1814–1849
-  República Romana 1849
-  Estados Pontifícios 1849–1870
-  Reino da Itália 1870–1943
-  República Social Italiana 1943–1944
-  Reino da Itália 1944–1946
-  República Italiana 1946–presente

### Fundação
Há evidências arqueológicas de ocupação humana da área de Roma há aproximadamente 14 000 anos, mas a camada densa de detritos muito mais jovens obscurece os sítios paleolíticos e neolíticos. Evidências de ferramentas de pedra, cerâmica e armas de pedra atestam cerca de 10 000 anos de presença humana. Várias escavações apoiam a visão de que Roma cresceu a partir de assentamentos pastorais no monte Palatino, construído acima da área que viria a se tornar o Fórum Romano. Entre o final da era do bronze e o início da era do ferro, cada colina entre o mar e o Capitólio era coberta por uma vila (no Capitólio, uma aldeia é atestada desde o final do século XIV a.C.). No entanto, nenhuma delas ainda tinha uma característica urbana.
Atualmente, existe um amplo consenso de que a cidade nasceu gradualmente através da agregação ("sinecismo") de várias aldeias ao redor do maior, localizadas acima do Palatino. Esta agregação, que sinaliza a passagem de uma situação proto-urbana para uma situação urbana, foi permitida pelo aumento da produtividade agrícola acima do nível de subsistência, o que permitiu o estabelecimento de atividades secundárias e terciárias: por sua vez, isso impulsionou o desenvolvimento do comércio com as colônias gregas do sul da Itália (principalmente Ísquia e Cumas). Todos esses acontecimentos, que de acordo com as escavações arqueológicas ocorreram mais ou menos em meados do século VIII a.C., podem ser considerados como o "nascimento" da cidade. Apesar das recentes escavações na colina do Palatino, a visão de que Roma foi fundada propositalmente em meados do século VIII a.C., como a lenda sugere (a data da tradição de Rômulo), continua a ser uma hipótese marginal.

#### Lenda da fundação de Roma

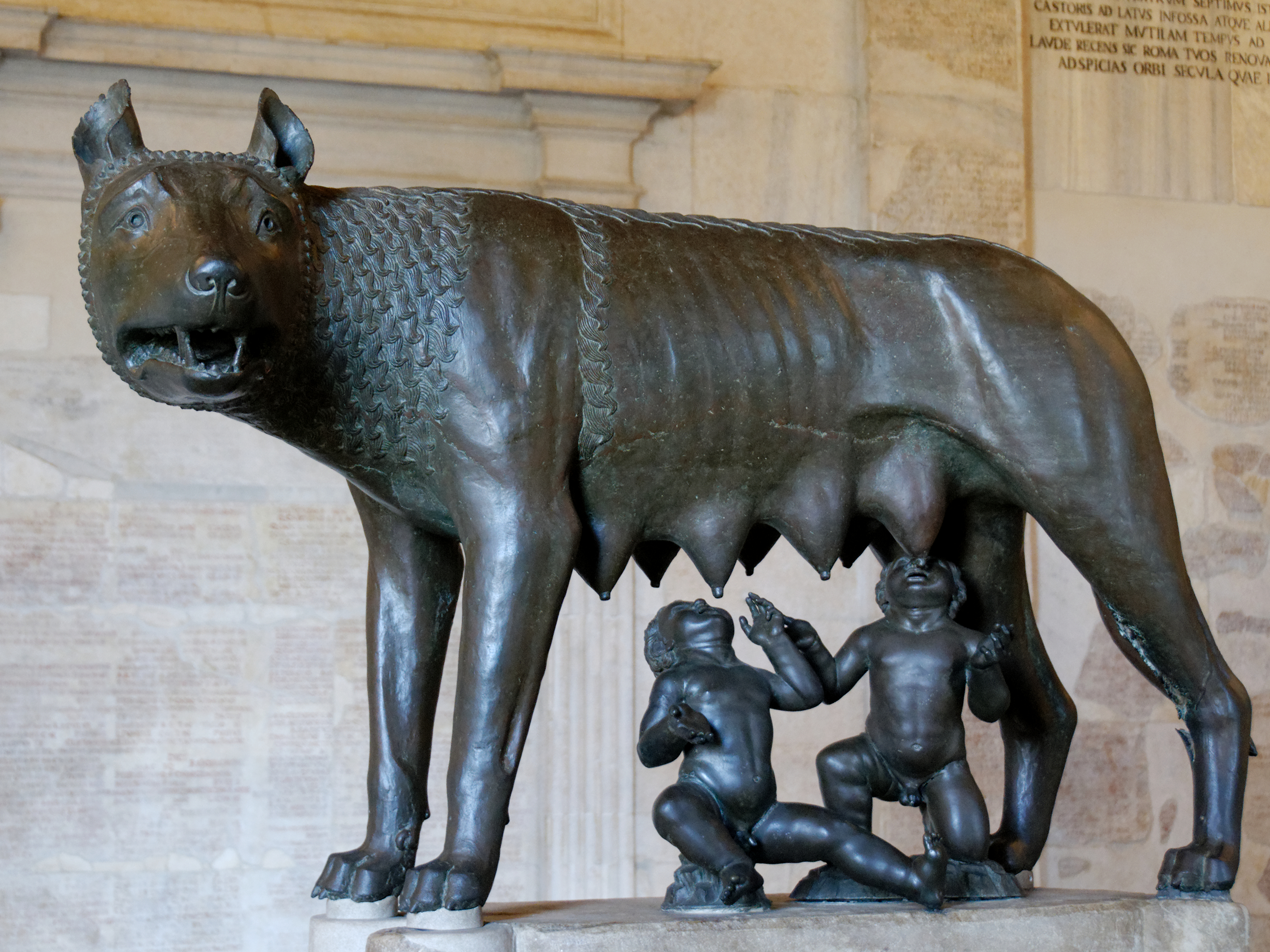
Loba Capitolina amamenta os gêmeos Rômulo e Remo

As histórias tradicionais transmitidas pelos próprios antigos romanos explicam a história mais antiga de sua cidade em termos de lendas e mitos. O mais familiar desses mitos, e talvez o mais famoso de todos os mitos romanos, é a história de Rômulo e Remo, os gêmeos que foram amamentados por uma loba. Eles decidiram construir uma cidade, mas depois de uma discussão, Rômulo matou seu irmão e a cidade tomou seu nome. De acordo com os análogos romanos, isso aconteceu em 21 de abril de 753 a.C.. Esta lenda tinha que ser reconciliada com uma tradição dupla, estabelecida anteriormente, que o refugiado de Troia, Eneias, escapou para a Itália e criou a linhagem dos romanos através de seu filho Iulo, o homônimo da dinastia júlio-claudiana.

### Monarquia e república

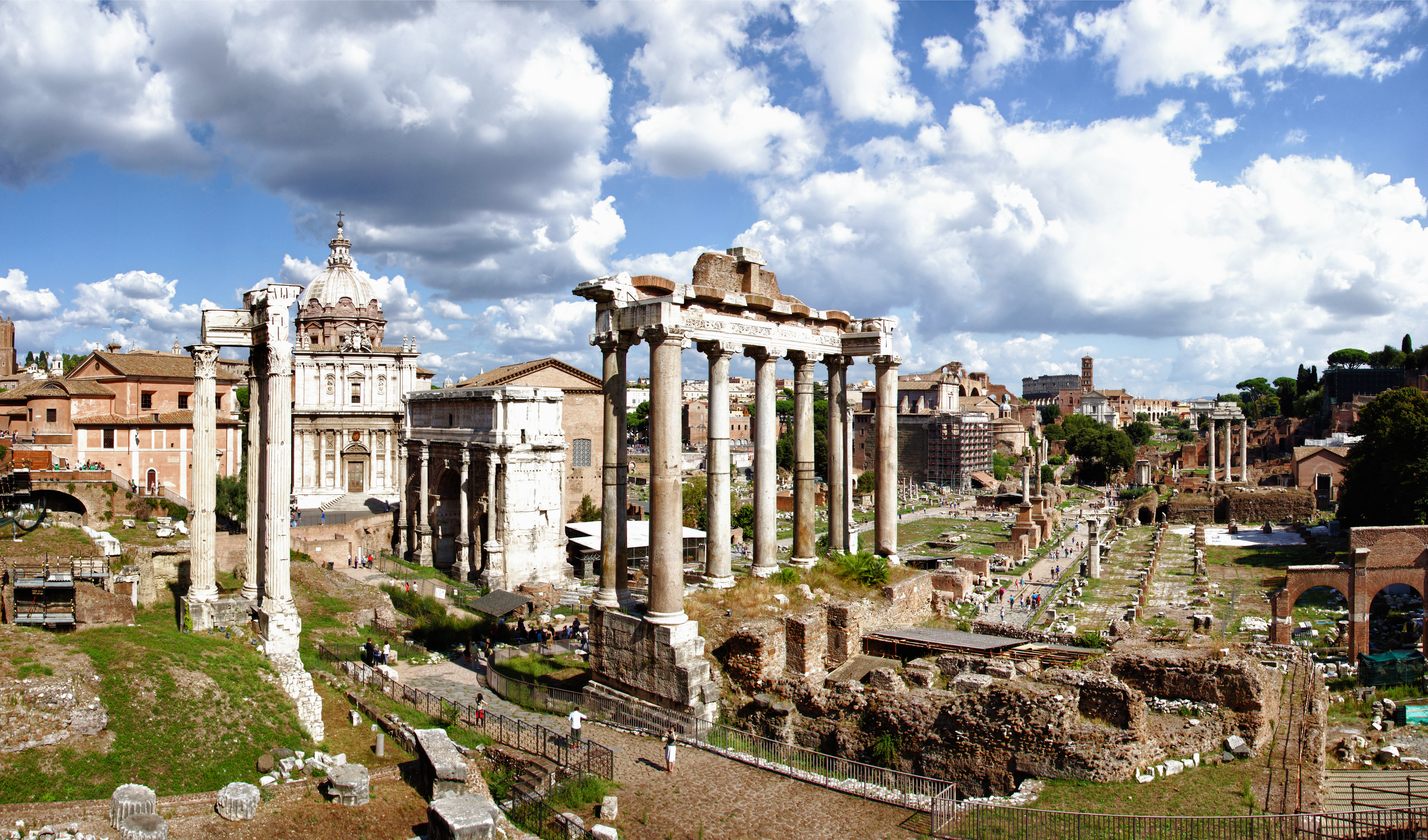
O Fórum Romano foi durante a maior parte do período da Roma Antiga o centro político, jurídico, religioso e econômico da cidade e o centro nevrálgico de toda a civilização romana

Após a lendária fundação por Rômulo, Roma foi governada por um período de 244 anos por um sistema monárquico, inicialmente com soberanos de origem latina e sabina, mais tarde por reis etruscos. A tradição transmitiu sete reis: Rômulo, Numa Pompilius, Tullus Hostilius, Ancus Marcius, Tarquinius Priscus, Servius Tullius e Tarquínio, o Soberbo.
Em 509 a.C., os romanos expulsaram o último rei de sua cidade e estabeleceram uma república oligárquica. Roma então começou um período caracterizado por lutas internas entre patrícios (aristocratas) e plebeus (pequenos proprietários de terras), e por constantes guerras contra as populações da Itália central: etruscos, latinos, volscos, équos e marsos. Depois de se tornar mestre do Lácio, Roma liderou várias guerras (contra os gauleses, osci-samnitas e a colônia grega de Taranto, aliada de Pirro, rei de Epiro) cujo resultado foi a conquista da península italiana, da área central até a Magna Grécia.
Os séculos III e II a.C. testemunharam o estabelecimento da hegemonia romana sobre o Mediterrâneo e os Bálcãs, por meio das três Guerras Púnicas (264–146 a.C.) contra a cidade de Cartago e as três guerras romano-macedônicas (212–168 a.C.) contra a Macedônia. As primeiras províncias romanas foram estabelecidas nesta época: Sicília, Córsega e Sardenha, Hispânia, Macedônia, Acaia e África.

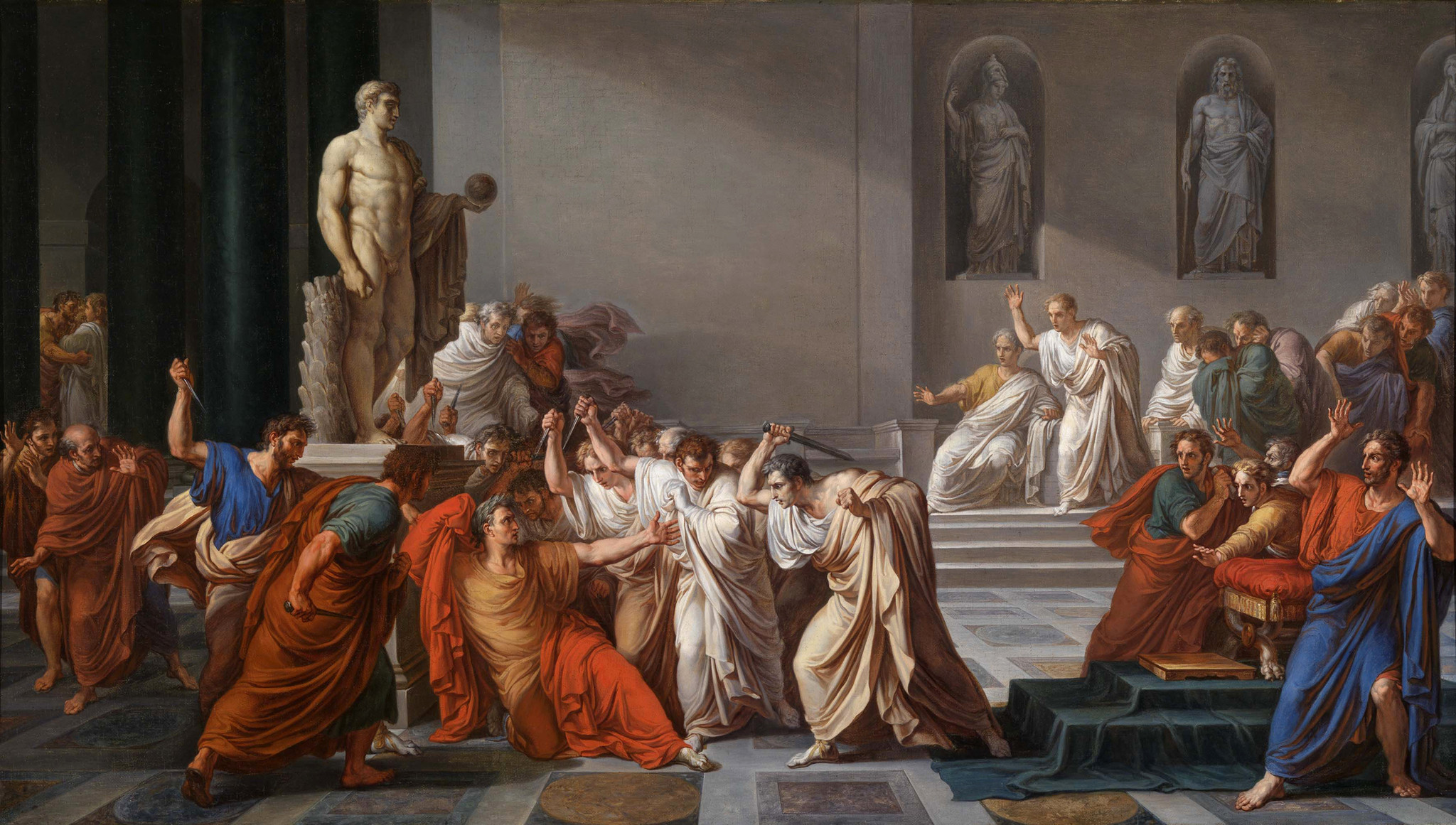
A morte de César, por Vincenzo Camuccini, na Galeria Nacional de Arte Moderna e Contemporânea, Roma

Desde o início do século II a.C., o poder era disputado entre dois grupos de aristocratas: os optimates, representando a parte conservadora do Senado, e os populares, que contavam com a ajuda da plebe (classe baixa urbana) para conquistar o poder. No mesmo período, a falência dos pequenos fazendeiros e o estabelecimento de grandes propriedades escravistas causaram a migração em grande escala para a cidade. A guerra contínua levou ao estabelecimento de um exército profissional, que se revelou mais leal aos generais do que à república. Por isso, na segunda metade do século II e durante o século I a.C. ocorreram conflitos internos e externos: após a tentativa fracassada de reforma social dos populares Tibério e Caio Graco, e a guerra contra Jugurta, houve uma primeira guerra civil entre Caio Mário e Sula. Seguiu-se uma grande revolta de escravos sob a liderança de Espártaco e, em seguida, o estabelecimento do Primeiro Triunvirato com César, Pompeu e Crasso.
A conquista da Gália tornou César imensamente poderoso e popular, o que levou a uma segunda guerra civil contra o Senado e Pompeu. Após sua vitória, César se estabeleceu como ditador perpétuo. Seu assassinato levou a um Segundo Triunvirato entre Otaviano (sobrinho-neto e herdeiro de César), Marco Antônio e Lépido, e a outra guerra civil entre Otaviano e Antônio.

### Império

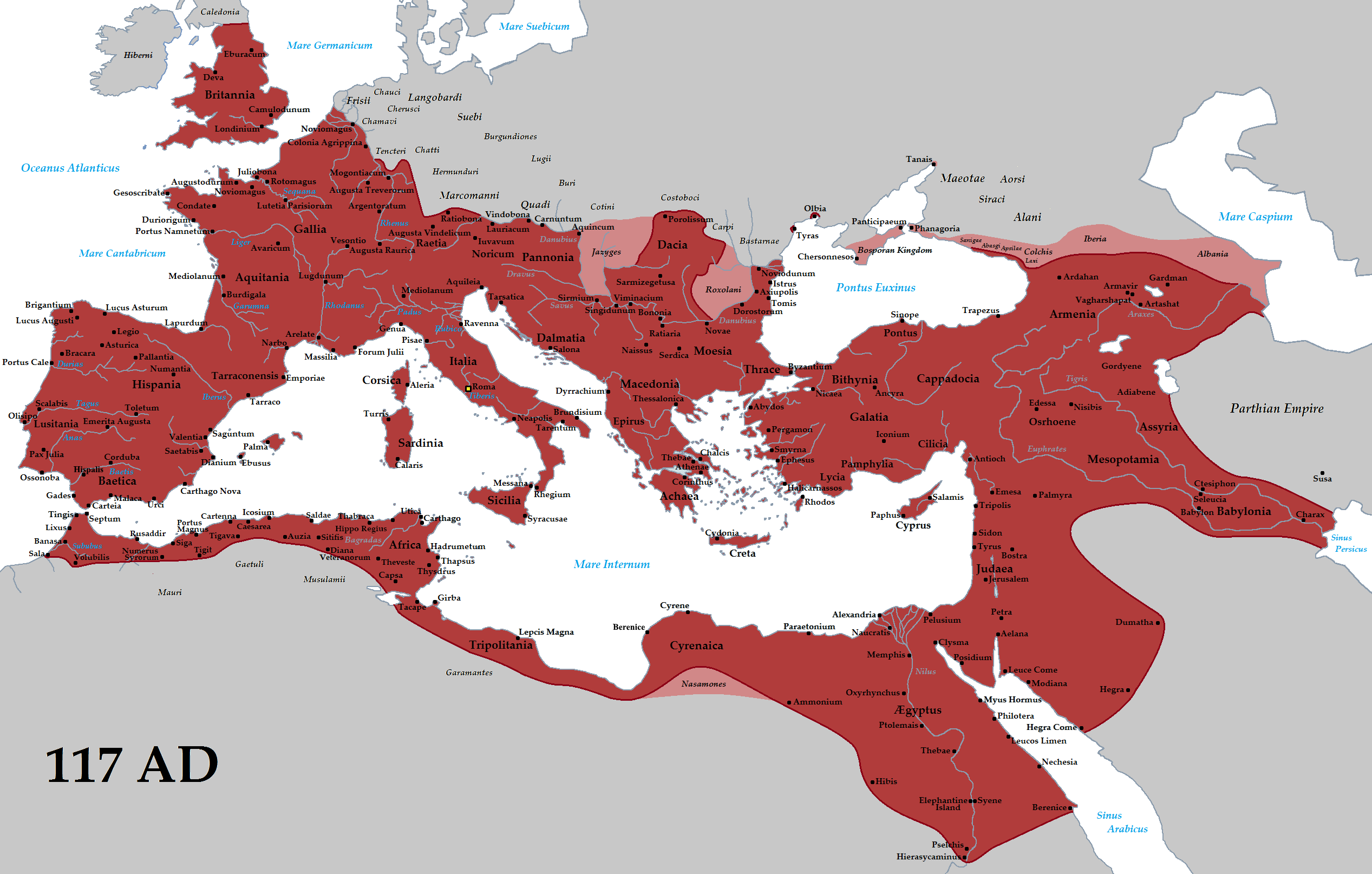
O Império Romano em sua maior extensão no ano 117, aproximadamente 6,5 milhões de quilômetros quadrados de superfície terrestre

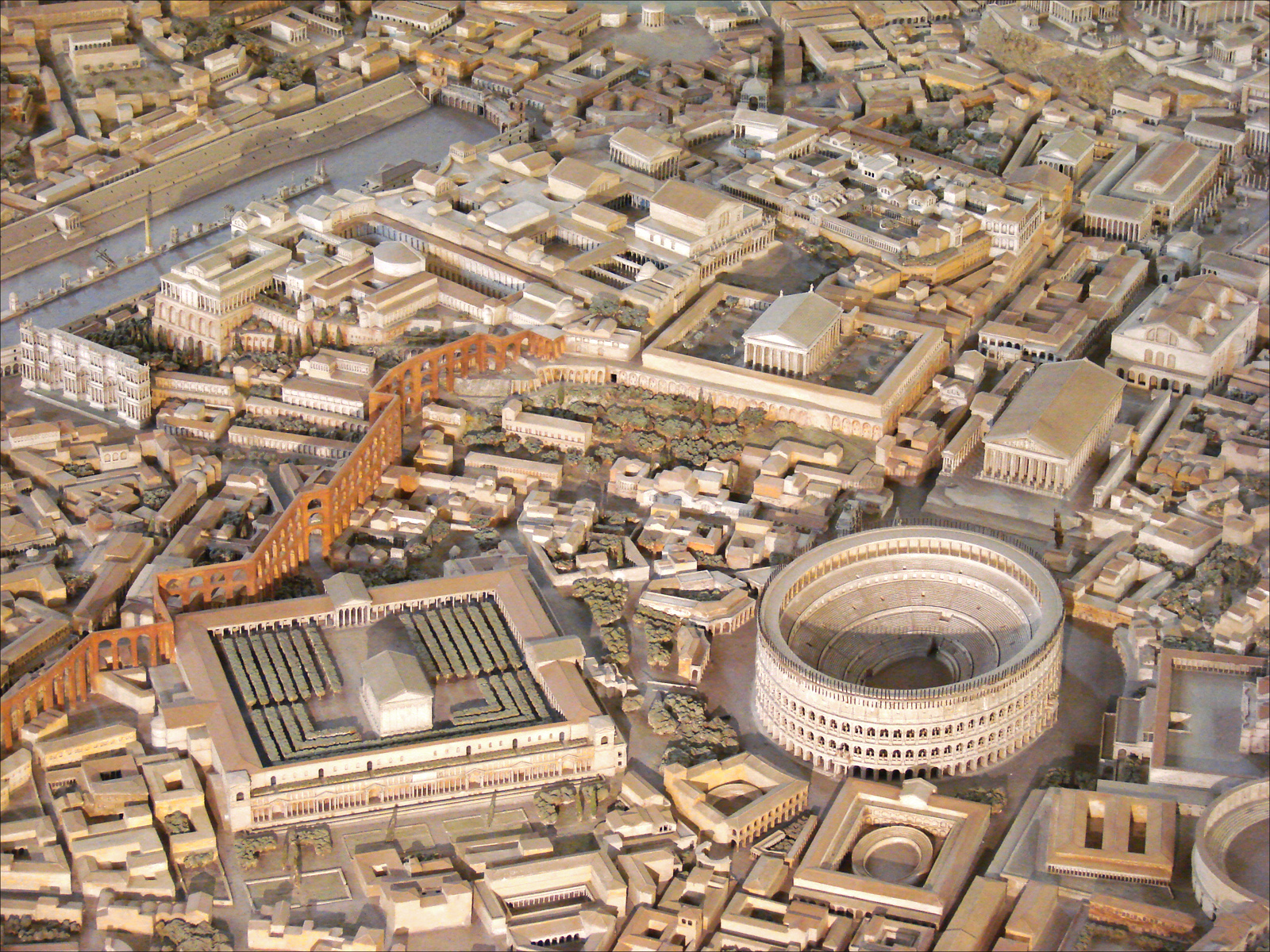
Maquete da Roma Antiga durante o reinado de Constantino (306–337)

Em 27 a.C., Otaviano tornou-se princeps civitatis (Primeiro Cidadão do Estado) e recebeu o título de Augusto, fundando o principado, uma diarquia entre o príncipe e o Senado. Durante o reinado de Nero, dois terços da cidade foram arruinados após o Grande Incêndio de Roma e a perseguição aos cristãos começou. Roma foi estabelecida como um império de facto, que alcançou sua maior expansão no século II sob o imperador Trajano. Roma foi confirmada como caput Mundi, ou seja, a capital do mundo conhecido, expressão que já havia sido usada no período republicano. Durante seus primeiros dois séculos, o império foi governado por imperadores das dinastias júlio-claudiana, flaviana (que também construiu um anfiteatro homônimo, conhecido como o Coliseu) e nerva-antonina.
Esta época também foi caracterizada pela disseminação do cristianismo, pregado por Jesus Cristo na Judeia na primeira metade do século I (sob Tibério) e popularizada por seus apóstolos através do império e além. A era antonina é considerada o apogeu do Império, cujo território ia do Oceano Atlântico ao Eufrates e da Grã-Bretanha ao Egito.
Após o fim da Dinastia Severa em 235, o Império entrou em um período de 50 anos conhecido como a Crise do Terceiro Século, durante o qual ocorreram numerosos golpes de generais, que buscaram assegurar a região do império que lhes foi confiada devido à fraqueza da autoridade central em Roma. Após a abdicação de Diocleciano e Maximiano em 305 e uma série de guerras civis entre pretendentes rivais ao poder imperial, durante os anos 306–313, a Tetrarquia foi abandonada.
Constantino, o Grande, empreendeu uma grande reforma da burocracia, não mudando a estrutura, mas racionalizando as competências dos diversos ministérios durante os anos 325–330, após derrotar Licínio, imperador no Oriente, no final de 324. O Édito de Milão de 313, na verdade um fragmento de uma carta de Licínio aos governadores das províncias orientais, concedeu liberdade de culto a todos, incluindo os cristãos, e ordenou a restauração das propriedades da Igreja confiscadas mediante petição aos vigários recém-criados de dioceses. Ele financiou a construção de várias igrejas e permitiu que o clero atuasse como árbitro em processos civis (uma medida que não durou além de seu reinado, mas que foi parcialmente restaurada muito mais tarde). Ele transformou a cidade de Bizâncio em sua nova residência, que, no entanto, não era oficialmente nada mais do que uma residência imperial como Milão, Trier ou Nicomédia, até que foi dada a um prefeito em maio de 359 por Constâncio II; Constantinopla.

### Queda do Império Romano
O cristianismo na forma do Credo Niceno se tornou a religião oficial do império em 380, por meio do Édito de Tessalônica emitido em nome de três imperadores — Graciano, Valentiniano II e Teodósio I — com Teodósio claramente a força motriz por trás dele. Ele foi o último imperador de um império unificado: após sua morte em 395, seus filhos, Arcádio e Honório dividiram o império em uma parte ocidental e uma parte oriental. A sede do governo no Império Romano Ocidental foi transferida para Ravena após o Cerco de Milão em 402. Durante o século V, os imperadores da década de 430 residiam principalmente na capital, Roma.

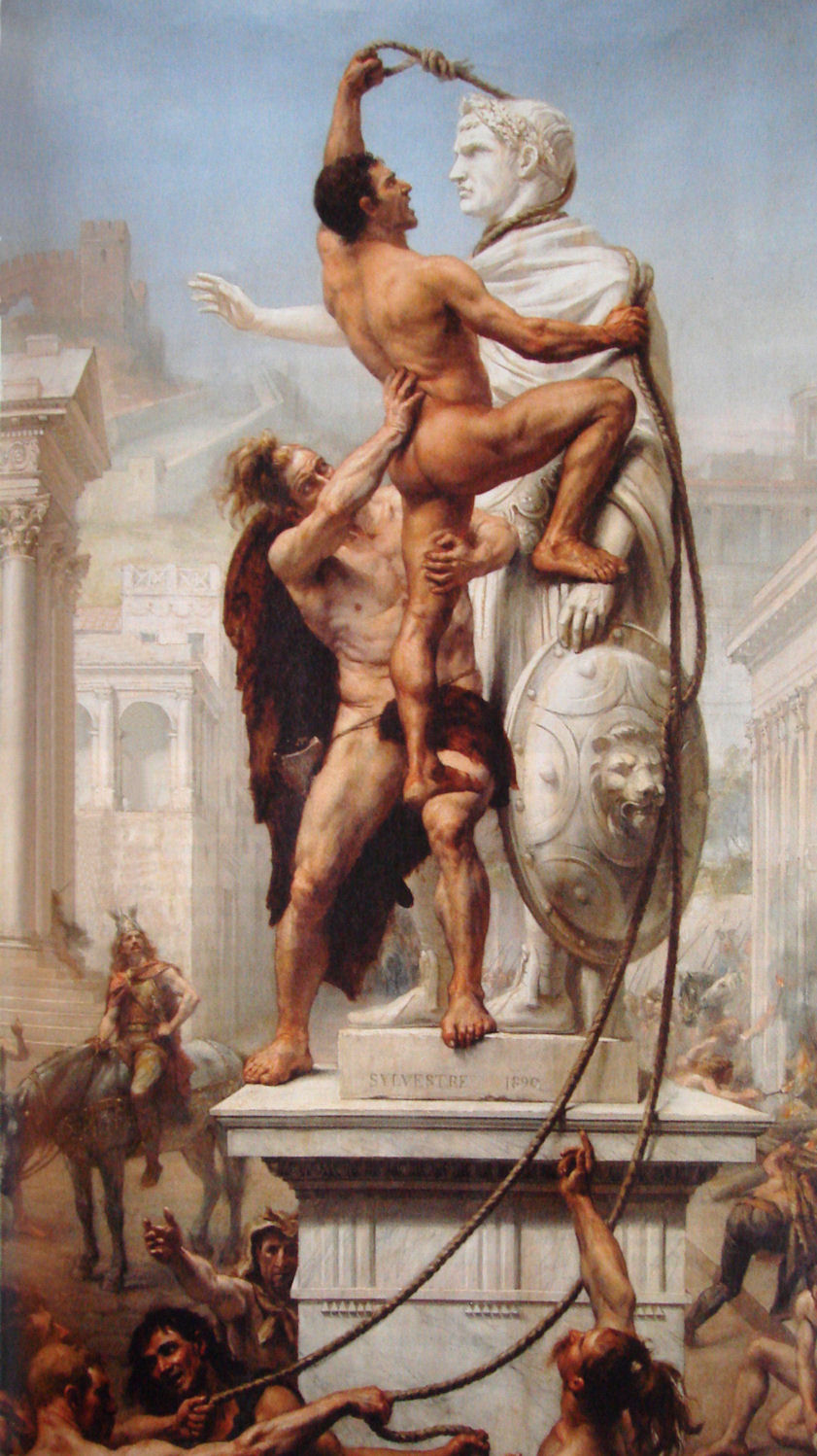
O Saque de Roma em 410, perpetrado pelos visigodos, foi a primeira vez em 800 anos que a capital romana caiu para um inimigo estrangeiro

Roma, que havia perdido seu papel central na administração do império, foi saqueada em 410 pelos visigodos liderados por Alarico I, mas muito poucos danos físicos foram causados, a maioria dos quais reparados. O que não podia ser substituído tão facilmente eram itens portáteis, como obras de arte em metais preciosos e itens de uso doméstico. Os papas embelezaram a cidade com grandes basílicas, como a Basílica de Santa Maria Maior (com a colaboração dos imperadores). A população da cidade havia caído de 800 mil para cerca de 500 mil na época em que a cidade foi saqueada em 455 por Genserico, rei dos vândalos.
Os fracos imperadores do século V não conseguiram impedir a decadência, levando à deposição de Rômulo Augusto em 22 de agosto de 476, que marcou o fim do Império Romano Ocidental e, para muitos historiadores, o início da Idade Média. O declínio da população da cidade foi causado pela perda de embarques de grãos do Norte da África, de 440 em diante, e pela relutância da classe senatorial em manter doações para sustentar uma população grande demais para os recursos disponíveis. Mesmo assim, grandes esforços foram feitos para manter o centro monumental, o palatino e as maiores termas públicas, que continuaram a funcionar até o cerco godo de 537. As grandes Termas de Constantino no Quirinal foram até reparados em 443 e a extensão do dano foi exagerada e dramatizada.
No entanto, a cidade passou a ter uma aparência geral de degradação e decadência por causa das grandes áreas abandonadas devido ao declínio populacional. A população diminuiu para 500 mil em 452 e para 100 mil no ano 500 (talvez mais, embora nenhum número possa ser comprovado). Após o cerco gótico de 537, a população caiu para 30 mil pessoas, mas aumentou para 90 mil no papado de Gregório, o Grande. O declínio demográfico coincidiu com o colapso geral da vida urbana no Ocidente nos séculos V e VI, com poucas exceções. As distribuições de grãos subsidiadas pelo Estado para os membros mais pobres da sociedade continuaram até o século VI e provavelmente impediram que a população caísse ainda mais. A cifra de 450–500 mil é baseada na quantidade de carne de porco, 3 629 000 libras distribuído aos romanos mais pobres durante cinco meses de inverno, a uma taxa de cinco libras romanas por pessoa por mês, o suficiente para 145 mil pessoas ou 1/4 ou 1/3 da população total.

### Idade Média

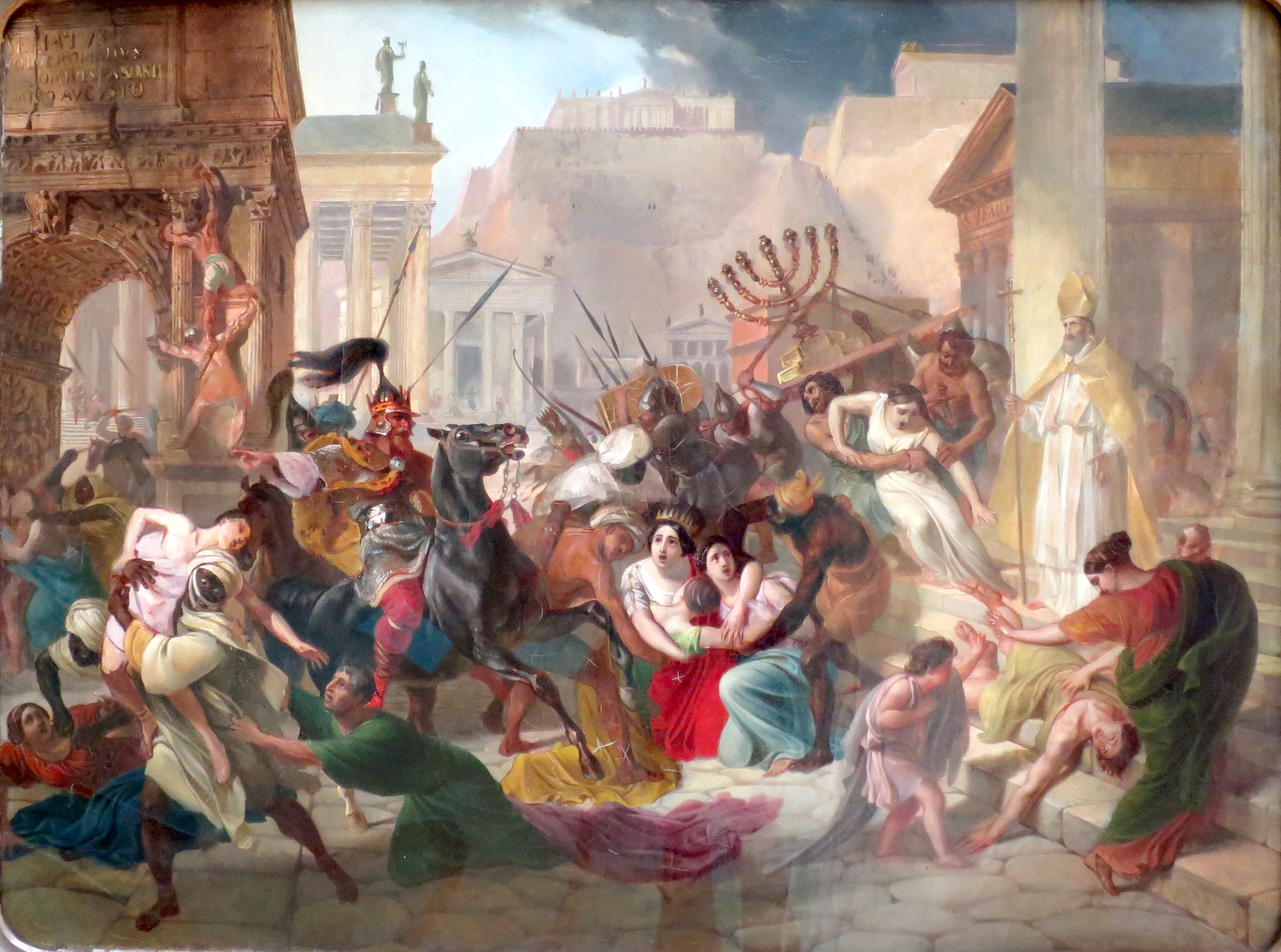
Genserico saqueia Roma em 455

O bispo de Roma, chamado Papa, foi importante desde os primeiros dias do cristianismo por causa do martírio dos apóstolos Pedro e Paulo ali. Os bispos de Roma também eram vistos (e ainda são vistos pelos católicos) como os sucessores de Pedro, que é considerado o primeiro bispo de Roma. A cidade tornou-se assim cada vez mais importante como centro da Igreja Católica. Após a queda do Império Romano do Ocidente em 476, Roma ficou primeiro sob o controle de Odoacro e depois tornou-se parte do Reino Ostrogótico antes de retornar ao controle romano oriental após a Guerra Gótica, que devastou a cidade em 546 e 550. Sua população diminuiu de mais de um milhão em 210, para 500 mil em 273 e 35 mil após a Guerra Gótica (535–554), reduzindo a extensa cidade a grupos de edifícios habitados intercalados entre grandes áreas em ruínas, cobertas por vegetação, vinhas e hortas comerciais. É geralmente considerado que a população da cidade até o ano 300 era de 1 milhão (as estimativas variam de 2 milhões a 750 mil) diminuindo para 800 mil em 400, 500 mil em 450 e para 100 mil no ano 500 (embora pode ter sido o dobro disso).
Após a invasão lombarda da Itália, a cidade permaneceu nominalmente bizantina, mas na realidade, os papas seguiram uma política de equilíbrio entre os bizantinos, os francos e os lombardos. Em 729, o rei lombardo Liuprando doou a cidade de Sutri ao norte do Lácio para a Igreja, o que deu início ao seu poder secular. Em 756, Pepino, o Breve, após ter derrotado os lombardos, deu ao Papa jurisdição secular sobre o Ducado Romano e o Exarcado de Ravena, criando assim os Estados Papais. Desde esse período, três poderes tentaram governar a cidade: o papa, a nobreza (junto com os chefes das milícias, os juízes, o Senado e a população) e o rei franco. Esses três partidos (teocrático, republicano e imperial) foram uma característica da vida romana durante toda a Idade Média. Na noite de Natal de 800, Carlos Magno foi coroado em Roma imperador do Sacro Império Romano-Germânico pelo Papa Leão III: nessa ocasião, a cidade acolheu pela primeira vez as duas potências cuja luta pelo controle seria uma constante medieval.

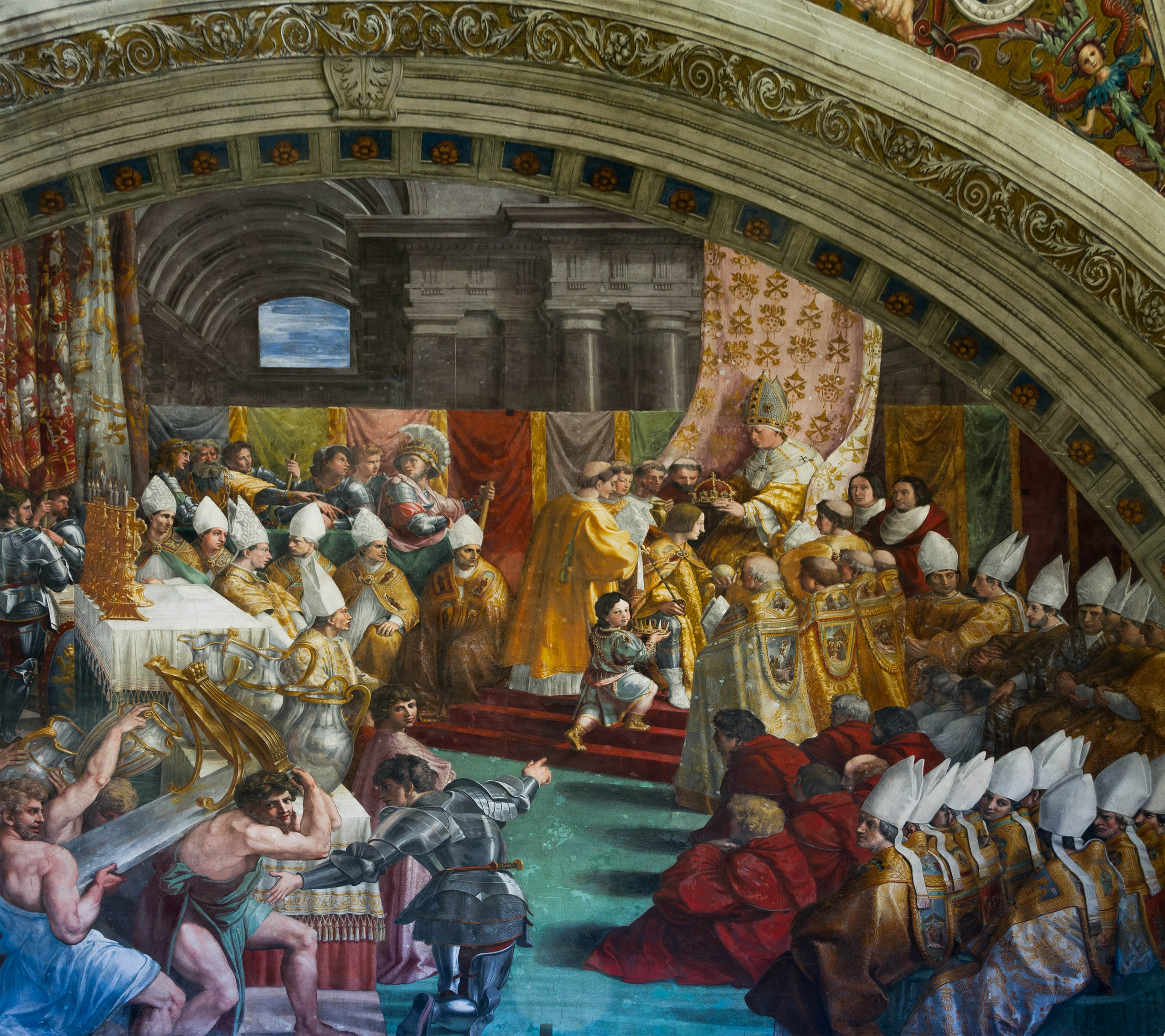
Visualização de detalhes de uma ilustração de Rafael retratando a coroação de Carlos Magno na Antiga Basílica de São Pedro, em 25 de dezembro de 800

Em 846, árabes muçulmanos invadiram sem sucesso as muralhas da cidade, mas conseguiram saquear as basílicas de São Pedro e São Paulo, ambas fora das muralhas da cidade. Após a decadência do poder carolíngio, Roma foi vítima do caos feudal: várias famílias nobres lutavam contra o papa, o imperador e entre si. Esses foram os tempos de Teodora e sua filha Marózia, concubinas e mães de vários papas, e de Crescêncio II, um poderoso senhor feudal, que lutou contra os imperadores Otão II e Otão III. Os escândalos desse período forçaram o papado a se reformar: a eleição do papa foi reservada aos cardeais e tentou-se a reforma do clero. A força motriz por trás dessa renovação foi o monge Hildebrando Soana, que uma vez eleito papa sob o nome de Gregório VII, envolveu-se na Controvérsia da Investidura contra o imperador Henrique IV. Posteriormente, Roma foi saqueada e incendiada pelos normandos sob o comando de Roberto de Altavila, que havia entrado na cidade em apoio ao Papa e então o sitiou no Castelo de Santo Ângelo.
Durante este período, a cidade era governada de forma autônoma por um senatore ou patrizio. No século XII, esta administração, como outras cidades europeias, evoluiu para a comuna, uma nova forma de organização social controlada pelas novas classes abastadas. O Papa Lúcio II lutou contra a Comuna Romana e a luta foi continuada por seu sucessor, o Papa Eugênio III: nesta fase, a comuna, aliada à aristocracia, era apoiada por Arnaldo de Bréscia, um monge que era um reformador religioso e social. Após a morte do papa, Arnaldo foi feito prisioneiro pelo Papa Adriano IV, o que marcou o fim da autonomia da comuna. Sob o Papa Inocêncio III, cujo reinado marcou o apogeu do papado, a comuna dissolveu o senado e o substituiu por um senador, que estava sujeito ao papa.

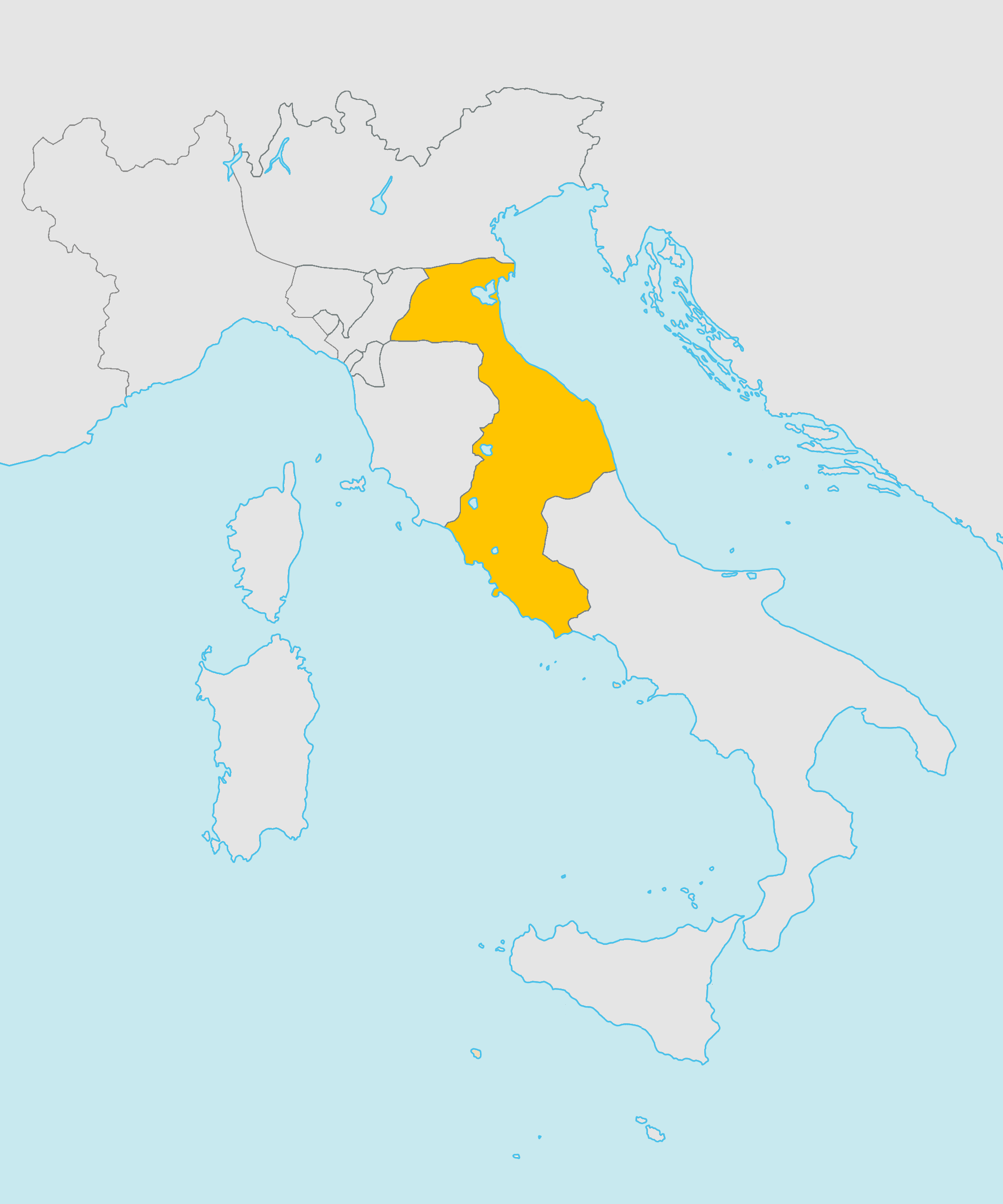
Mapa dos Estados Papais (752 — 1870) na península itálica

Neste período, o papado desempenhou um papel de importância secular na Europa Ocidental, muitas vezes agindo como árbitro entre monarcas cristãos e exercendo poderes políticos adicionais.
Em 1266, Carlos de Anjou, que estava indo para o sul para lutar contra os Hohenstaufen em nome do papa, foi nomeado senador. Carlos fundou a Sapienza, a universidade de Roma. Nesse período morreu o papa e os cardeais, convocados em Viterbo, não chegaram a um acordo sobre seu sucessor. Isso enfureceu o povo da cidade, que então destrancou o prédio onde se encontraram e os prenderam até que nomearam o novo papa; isso marcou o nascimento do conclave. Neste período, a cidade também foi destruída por contínuas lutas entre as famílias aristocráticas: Annibaldi, Caetani, Colonna, Orsini, Conti, aninhados em suas fortalezas construídas acima de edifícios romanos antigos, lutaram entre si para controlar o papado.
O Papa Bonifácio VIII, nascido Caetani, foi o último papa a lutar pelo domínio universal da Igreja; ele proclamou uma cruzada contra a família Colonna e, em 1300, convocou o primeiro Jubileu, que trouxe milhões de peregrinos a Roma. No entanto, suas esperanças foram destruídas pelo rei francês Filipe, o Belo, que o fez prisioneiro e o matou em Anagni. Posteriormente, um novo papa fiel aos franceses foi eleito e o papado foi brevemente transferido para Avinhão (1309–1377). Durante este período, Roma foi abandonada, até que um homem plebeu, Cola di Rienzo, chegou ao poder. Idealista e amante da Roma antiga, Cola sonhava com o renascimento do Império Romano: depois de assumir o poder com o título de tribuno, suas reformas foram rejeitadas pela população. Forçado a fugir, Cola voltou como parte da comitiva do cardeal Albornoz, que foi encarregado de restaurar o poder da Igreja na Itália. De volta ao poder por um curto período, Cola foi logo linchado pela população e Albornoz tomou posse da cidade. Em 1377, Roma tornou-se a sede do papado novamente sob o Papa Gregório XI. O retorno do papa a Roma naquele ano desencadeou o Cisma Ocidental (1377–1418) e, nos quarenta anos seguintes, a cidade foi afetada pelas divisões que abalaram a Igreja.

### Renascença

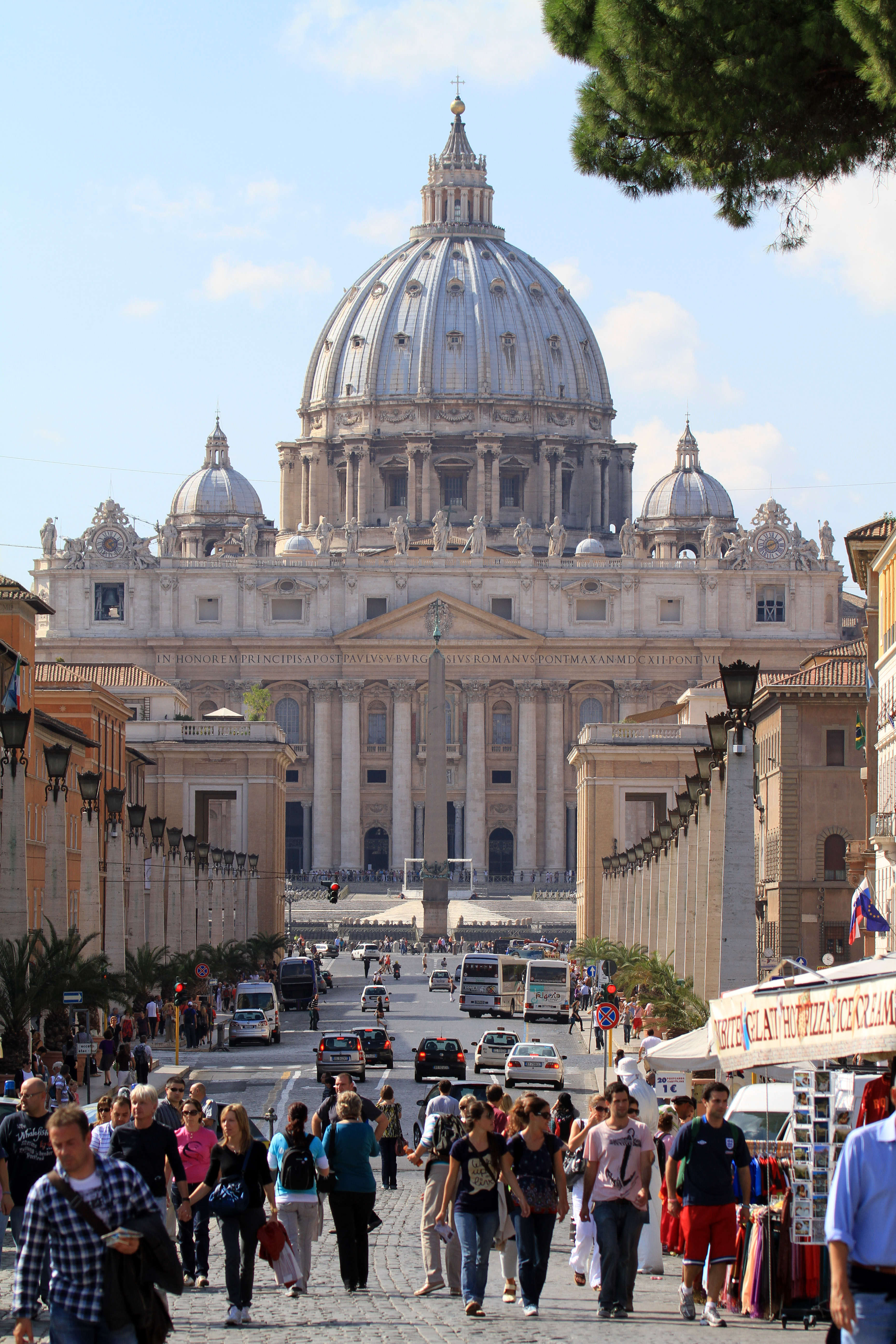
Via della Conciliazione com a Basílica de São Pedro ao fundo

Em 1418, o Concílio de Constança estabeleceu o Cisma Ocidental, e um papa romano, Martinho V, foi eleito. Isso trouxe para Roma um século de paz interna, que marcou o início do Renascimento. Os papas governantes até a primeira metade do século XVI, de Nicolau V, fundador da Biblioteca do Vaticano, a Pio II, humanista e letrado, de Sisto IV, um papa guerreiro, a Alexandre VI, imoral e nepotista, de Júlio II, soldado e patrono, a Leão X, que deu seu nome a este período ("o século de Leão X"), todos devotaram suas energias à grandeza e à beleza da "Cidade Eterna" e ao patrocínio das artes..
Durante esses anos, o centro do Renascimento italiano mudou-se de Florença para Roma. Obras majestosas, como a nova Basílica de São Pedro, a Capela Sistina e a Ponte Sisto (a primeira ponte a ser construída sobre o rio Tibre desde a Antiguidade, embora sobre fundações romanas) foram criadas. Para isso, os Papas contrataram os melhores artistas da época, incluindo Michelangelo, Perugino, Rafael, Ghirlandaio, Luca Signorelli, Botticelli e Cosimo Rosselli.
O período também foi famoso pela corrupção papal, com muitos papas sendo pais de filhos e praticando nepotismo e simonia. A corrupção dos papas e os enormes gastos com seus projetos de construção levaram, em parte, à Reforma e, por sua vez, à Contrarreforma. Sob papas extravagantes e ricos, Roma foi transformada em um centro de arte, poesia, música, literatura, educação e cultura. Roma tornou-se capaz de competir com outras grandes cidades europeias da época em termos de riqueza, grandiosidade, artes, aprendizado e arquitetura. Roma atingiu o ponto mais alto de esplendor sob o Papa Júlio II (1503–1513) e seus sucessores Leão X e Clemente VII, ambos membros da família Médici.

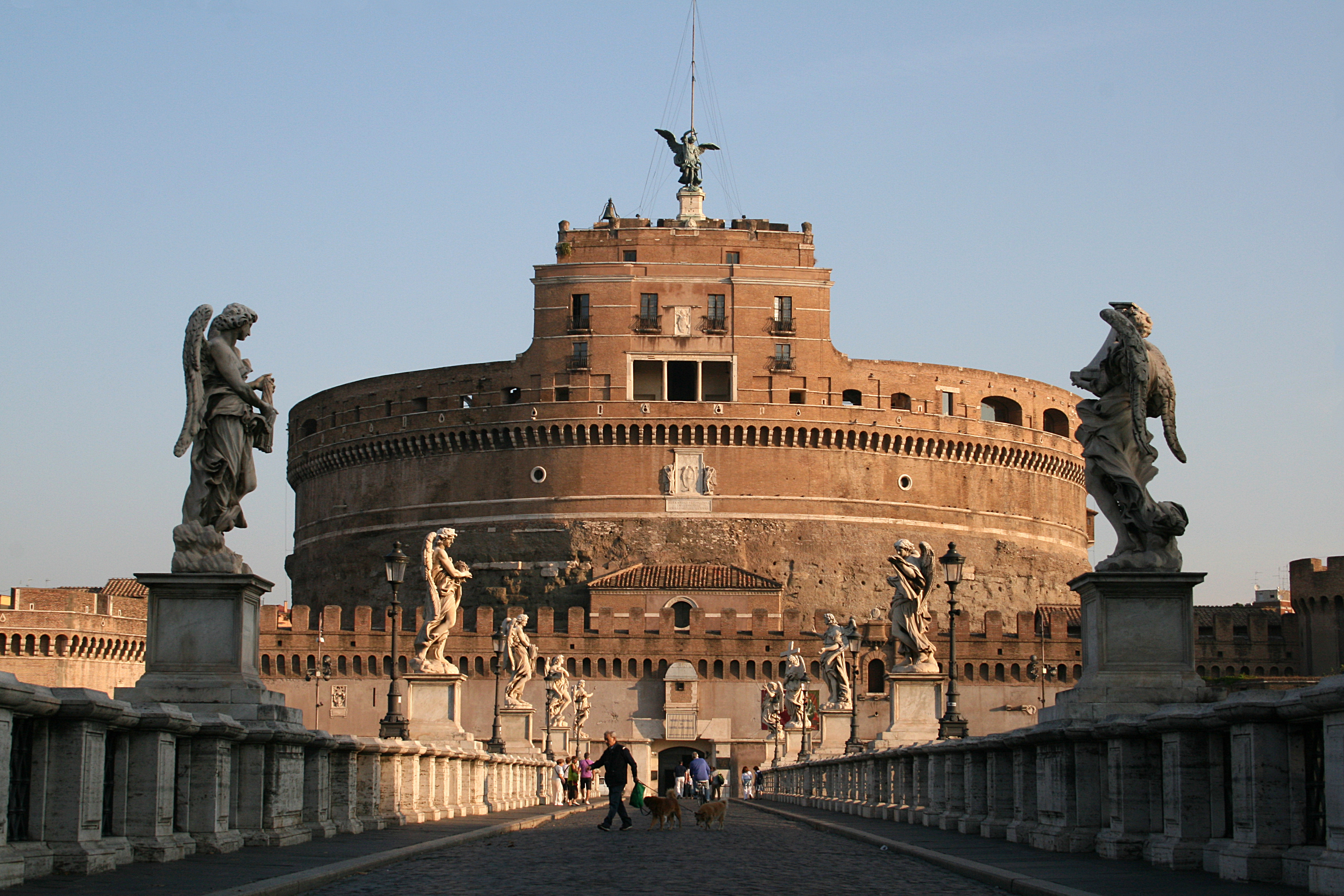
Castelo de Santo Ângelo ou Mausoléu de Adriano, é um monumento romano radicalmente alterado na Idade Média e no Renascimento. Foi construído no ano 134 e coroado com estátuas dos séculos XVI e XVII

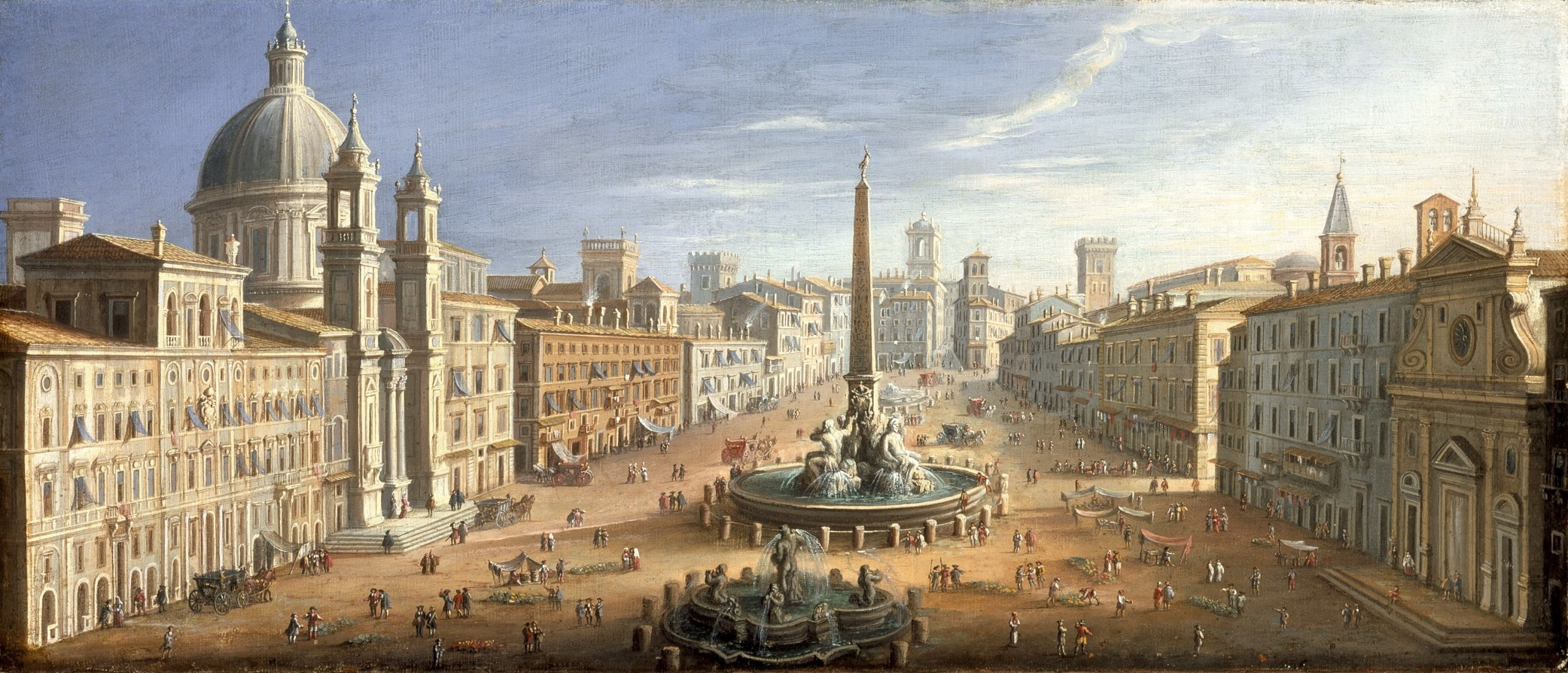
Uma Vista da Piazza Navona, Roma, Hendrik Frans van Lint, c. 1730

Neste período de vinte anos, Roma se tornou um dos maiores centros de arte do mundo. A Antiga Basílica de São Pedro construída pelo imperador Constantino, o Grande (que na época estava em um estado degradado) foi demolida e uma nova foi construída. A cidade recebeu artistas como Ghirlandaio, Perugino, Botticelli e Bramante, que construíram o templo de San Pietro in Montorio e planejaram um grande projeto de reforma do Vaticano. Rafael, que em Roma se tornou um dos pintores mais famosos da Itália, criou afrescos na Villa Farnesina, nas Salas de Rafael, além de muitas outras pinturas famosas. Michelangelo iniciou a decoração do teto da Capela Sistina e executou a famosa estátua de Moisés para o túmulo de Júlio II.
Sua economia era rica, com a presença de vários banqueiros toscanos, entre eles Agostino Chigi, que era amigo de Rafael e patrono das artes. Antes de sua morte precoce, Rafael também promoveu pela primeira vez a preservação das antigas ruínas. A Guerra da Liga de Cognac causou o primeiro saque da cidade em mais de quinhentos anos desde o saque anterior; em 1527, os lansquenetes do imperador Carlos V saquearam a cidade, trazendo um fim abrupto à era de ouro do Renascimento em Roma.
Começando com o Concílio de Trento em 1545, a Igreja deu início à Contrarreforma em resposta à Reforma Protestante, um questionamento em grande escala da autoridade da Igreja em assuntos espirituais e governamentais. Essa perda de confiança levou a grandes mudanças de poder na Igreja. Sob os papas de Pio IV a Sisto V, Roma se tornou o centro de um catolicismo reformado e viu a construção de novos monumentos que celebravam o papado. Os papas e cardeais do século XVII e início do século XVIII continuaram o movimento, enriquecendo a paisagem da cidade com edifícios barrocos.
Esta foi outra era nepotista; as novas famílias aristocráticas (Barberini, Pamphili, Chigi, Rospigliosi, Altieri, Odescalchi) foram protegidas por seus respectivos papas, que construíram enormes edifícios barrocos para seus parentes. Durante o Iluminismo, novas ideias chegaram à "Cidade Eterna", onde o papado apoiou estudos arqueológicos e melhorou o bem-estar do povo. Mas nem tudo correu bem para a Igreja durante a Contrarreforma. Houve retrocessos nas tentativas de afirmar o poder da Igreja, um exemplo notável foi em 1773, quando o Papa Clemente XIV foi forçado por poderes seculares a suprimir a ordem dos jesuítas.

### Período contemporâneo

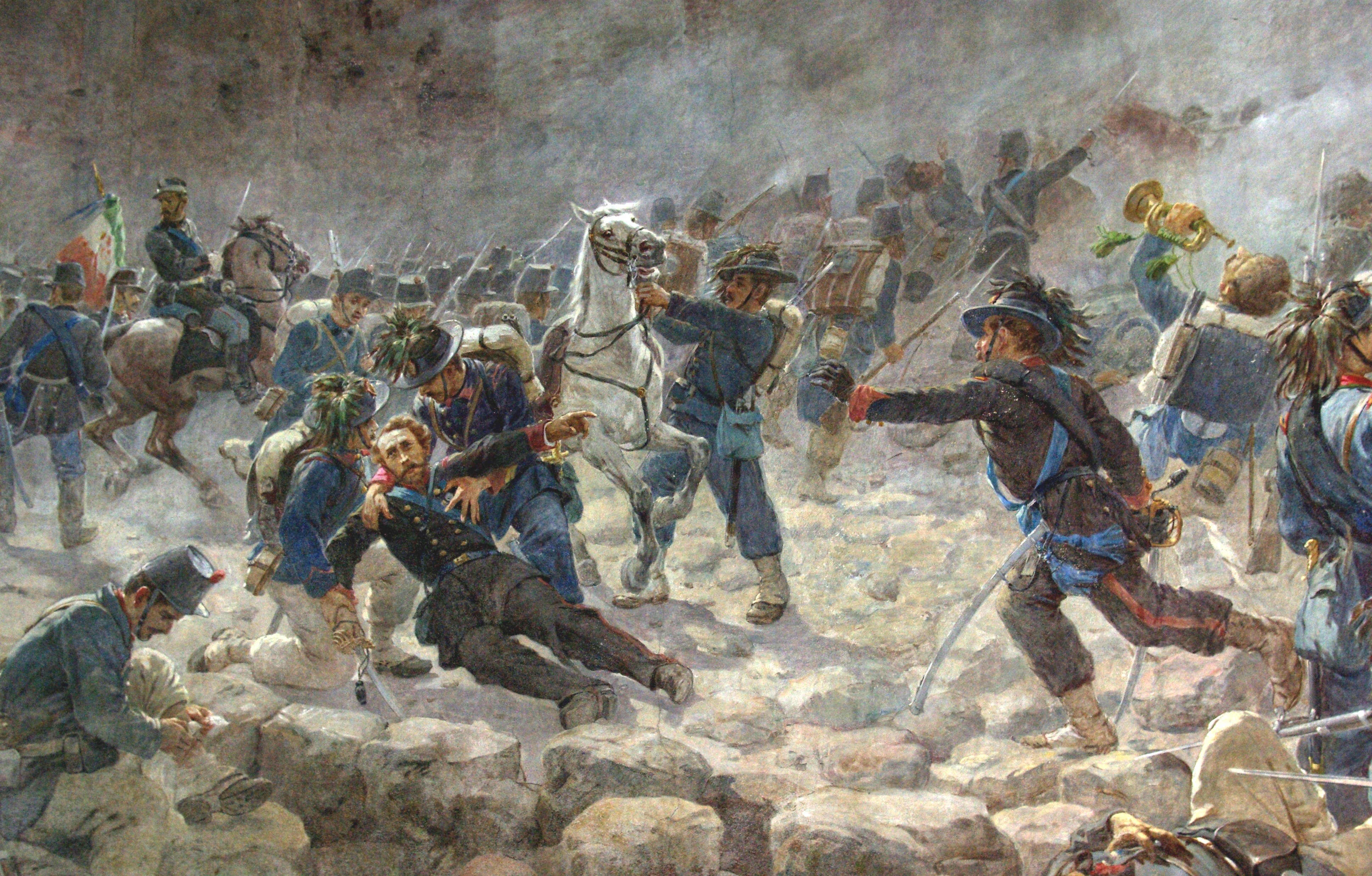
Soldados italianos tomam Roma em 1870

O governo dos papas foi interrompido pela breve República Romana (1798–1800), que foi estabelecida sob a influência da Revolução Francesa. Os Estados Papais foram restaurados em junho de 1800, mas durante o reinado de Napoleão, Roma foi anexada ao Primeiro Império Francês. Após a queda de Napoleão, os Estados Papais foram reconstituídos por uma decisão do Congresso de Viena de 1814.
Em 1849, uma segunda República Romana foi proclamada durante as Revoluções de 1848. Duas das figuras mais influentes da Unificação Italiana, Giuseppe Mazzini e Giuseppe Garibaldi, lutaram pela república de curta duração.
Roma então se tornou o foco das esperanças da reunificação italiana depois que o resto da Itália foi unida como Reino da Itália em 1861 com a capital temporária em Florença. Naquele ano, Roma foi declarada capital da Itália, embora ainda estivesse sob o controle do Papa. Durante a década de 1860, os últimos vestígios dos Estados Pontifícios estavam sob a proteção francesa, graças à política externa de Napoleão II. As tropas francesas estavam estacionadas na região sob controle papal. Em 1870 as tropas francesas foram retiradas devido ao início da Guerra Franco-Prussiana. As tropas italianas conseguiram capturar Roma entrando na cidade por uma brecha perto de Porta Pia. O Papa Pio IX declarou-se prisioneiro no Vaticano. Em 1871, a capital da Itália foi transferida de Florença para Roma. Em 1870 a população da cidade era de 212 mil habitantes, todos viviam com a área circunscrita pela cidade antiga e, em 1920, a população era de 660 mil. Uma parte significativa vivia fora das muralhas no norte e do outro lado do Tibre, na área do Vaticano.

O fascista Benito Mussolini durante a Marcha sobre Roma em 1922

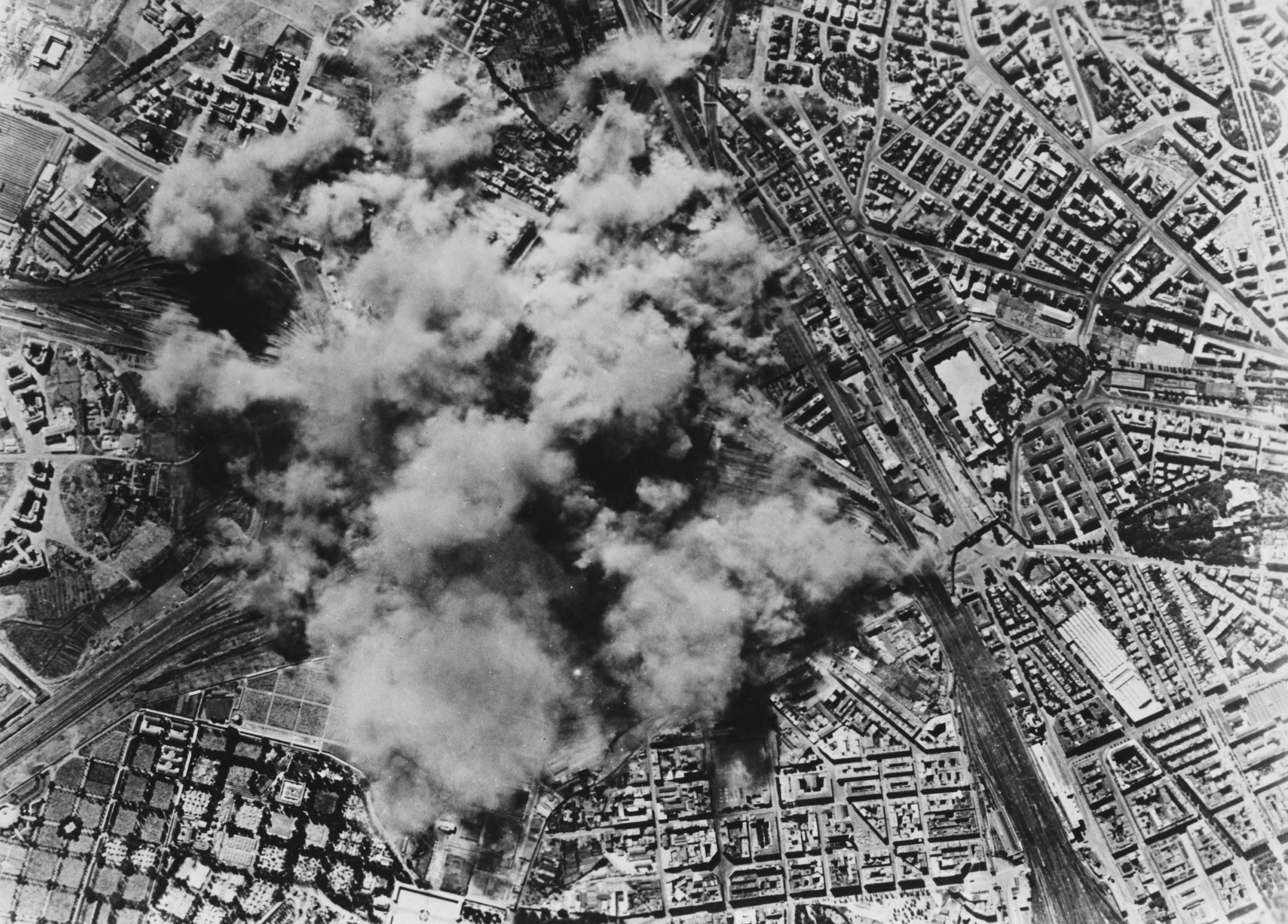
Roma sendo bombardeada pelos Aliados durante a Segunda Guerra Mundial

Logo após a Primeira Guerra Mundial, no final de 1922, Roma testemunhou o surgimento do fascismo italiano liderado por Benito Mussolini, que promoveu uma marcha sobre a cidade. Ele acabou com a democracia em 1926, finalmente declarando um novo Império Italiano e aliando a Itália à Alemanha Nazista em 1938. Mussolini demoliu partes bastante grandes do centro da cidade para construir largas avenidas e praças que deveriam celebrar o regime fascista e o ressurgimento e glorificação da Roma clássica.
O período entre guerras viu um rápido crescimento da população da cidade, que ultrapassou um milhão de habitantes logo após 1930. Durante a Segunda Guerra Mundial, devido aos tesouros de arte e à presença do Vaticano, Roma escapou em grande parte do trágico destino de outras cidades europeias. No entanto, em 19 de julho de 1943, o distrito de San Lorenzo foi bombardeado por forças anglo-estadunidenses, resultando em cerca de 3 mil mortes imediatas e 11 mil feridos, dos quais 1 500 morreram. Mussolini foi preso em 25 de julho de 1943. Na data do Armistício de Cassibile, 8 de setembro de 1943, a cidade foi ocupada pelos alemães. O Papa declarou Roma uma cidade aberta. Ela foi libertada em 4 de junho de 1944.
Roma se desenvolveu muito após a guerra como parte do "milagre econômico italiano" da reconstrução e modernização do pós-guerra nos anos 1950 e início dos 1960. Durante este período, os anos de la dolce vita ("a doce vida"), Roma se tornou uma capital da moda, com filmes clássicos populares como Ben-Hur, Quo Vadis, Roman Holiday e La Dolce Vita filmados nos icônicos estúdios Cinecittà. A tendência de aumento no crescimento populacional continuou até meados da década de 1980, quando a comuna tinha mais de 2,8 milhões de residentes. Depois disso, a população diminuiu lentamente à medida que as pessoas começaram a se mudar para os subúrbios próximos.

## Geografia

### Topografia e localização

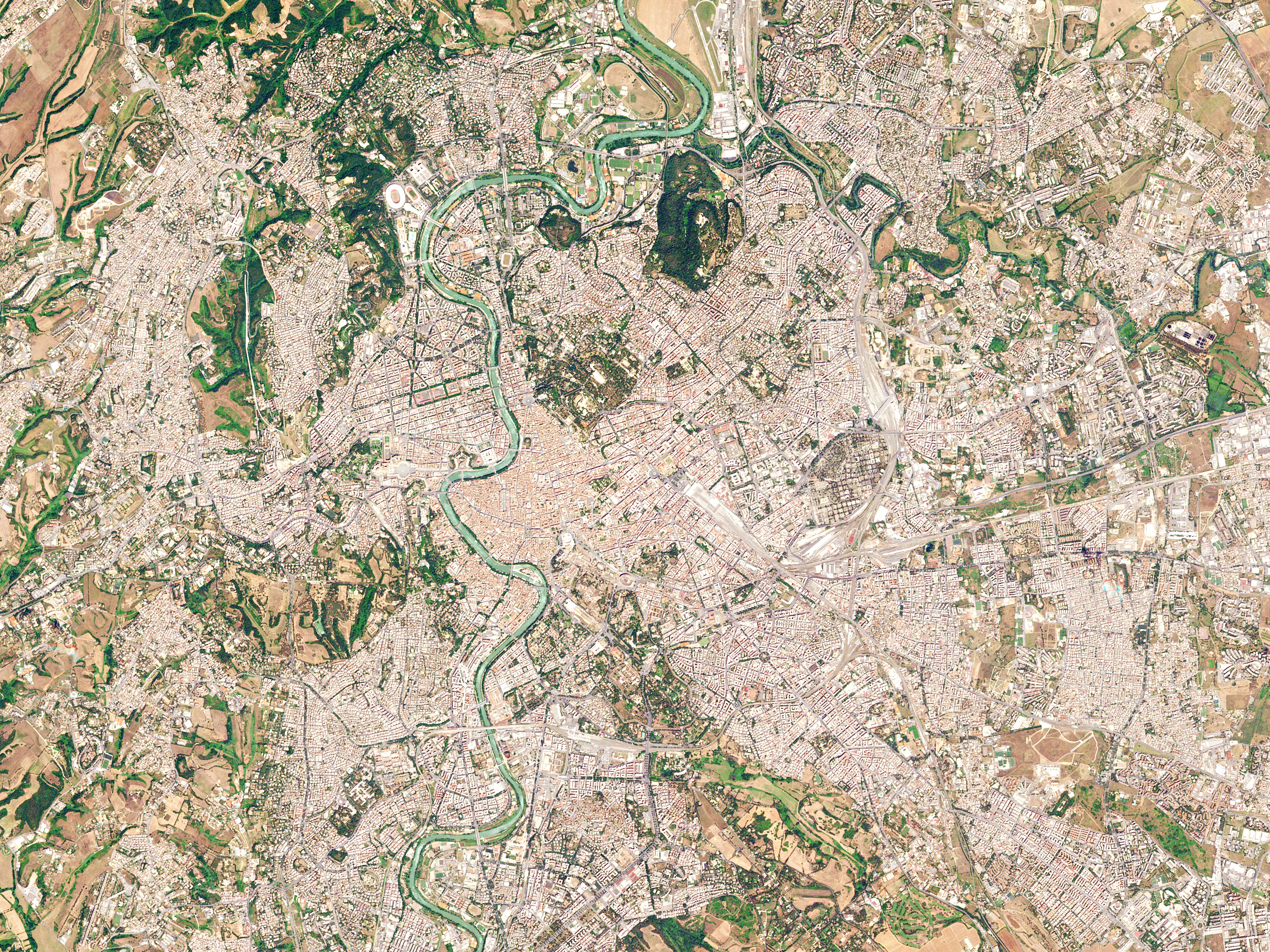
Imagem de satélite de Roma

O núcleo do sistema urbano desenvolve-se à margem do rio Tibre, no vale do Tibre, em pequenos relevos no meio dos quais se encontra a ilha Tiberina, o único vau natural do rio. Tanto à esquerda como à direita do rio encontram-se relevos de pouca expressão, restos do antigo aparelho vulcânico designado de Vulcão Lacial, como os montes Tiburtinos e os montes Prenestrinos.
Em termos de altitude, a zona varia entre os 13 m ao nível médio do mar da Praça do Povo e os 120 m do Monte Mário. Roma é atravessada ainda por outro rio, o Aniene, que conflui no Tibre ainda em território urbano. As margens do Aniene estão protegidas sob estatuto de parque natural.
A comuna de Roma tem limites com as comunas de Albano Laziale, Anguillara Sabazia, Ardea, Campagnano di Roma, Castel Gandolfo, Castel San Pietro Romano, Ciampino, Colonna, Fiumicino, Fonte Nuova, Formello, Frascati, Gallicano nel Lazio, Grottaferrata, Guidonia Montecelio, Marino, Mentana, Monte Porzio Catone, Monte Compatri, Monterotondo, Palestrina, Poli, Pomezia, Riano, Sacrofano, San Gregorio da Sassola, Tivoli, Trevignano Romano, Zagarolo.

### Clima

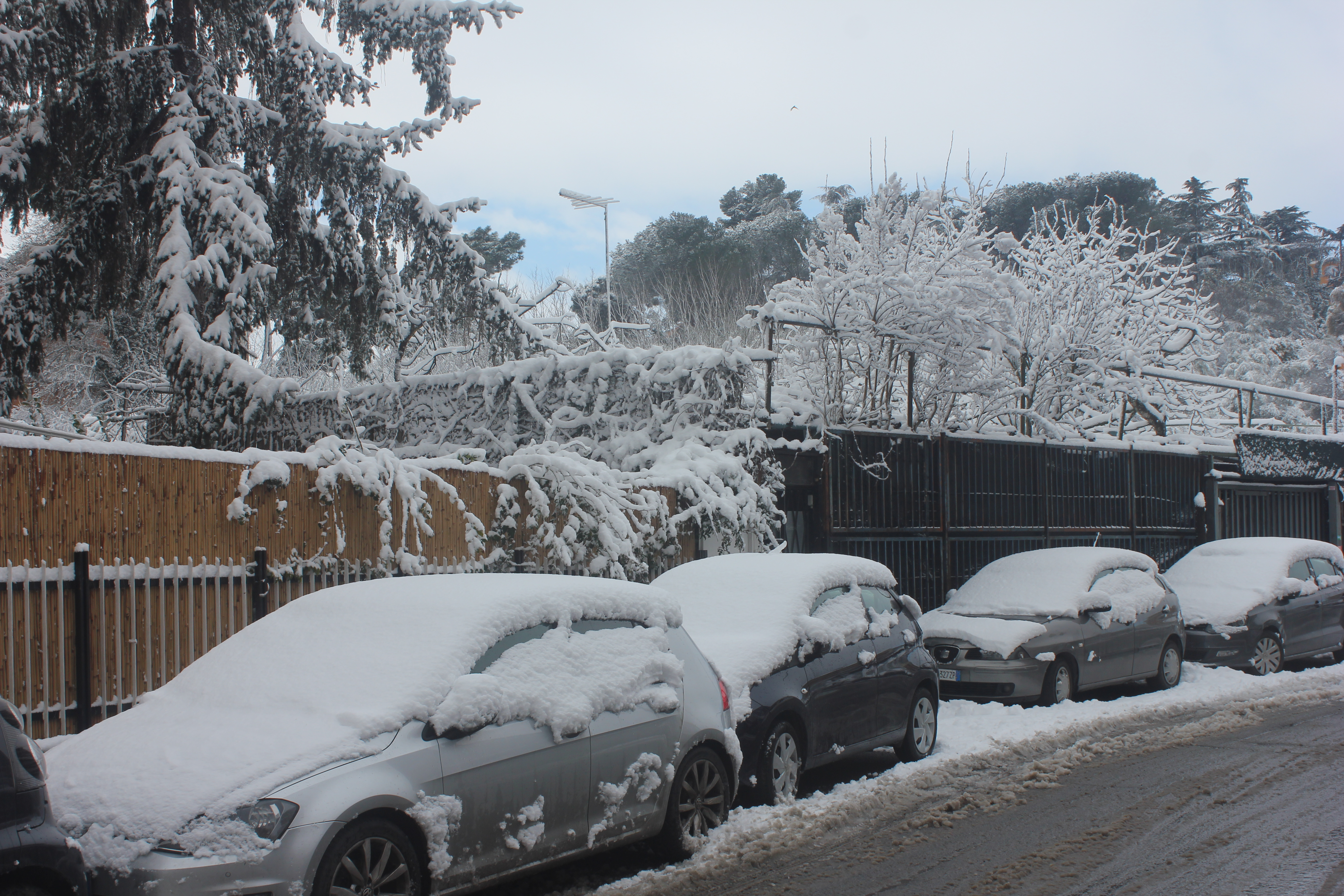
Roma após uma nevasca em fevereiro de 2018

Roma é caracterizada por seu clima mediterrânico (Classificação climática de Köppen: Csa), com invernos suaves e úmidos e verões quentes e secos. Sua temperatura média anual está em cerca de 20 °C durante o dia e 10 °C durante a noite. Em janeiro, o mês mais frio, a temperatura média é de 12 °C durante o dia e de 3 °C à noite. Nos meses mais quentes, julho e agosto, a temperatura média é de 30 °C durante o dia e 18 °C à noite. A temperatura média anual é de cerca de 15 °C.
Dezembro, janeiro e fevereiro são os meses mais frios, com temperaturas médias em torno de 12,5 °C durante o dia e de 3,6 °C à noite. As temperaturas variam geralmente entre 10 e 15 °C durante o dia e entre 3 e 5 °C à noite, mas com períodos mais frios ou mais quentes que ocorrem com frequência. A queda de neve é ocasional — ocorre em quase todos os invernos, geralmente sem acumulação. Grandes nevascas são raras, sendo a última registrada em 2012.
A umidade relativa média é de 75%, variando de 72% em julho para 77% em novembro. As temperaturas do mar variam de um mínimo de 13 °C em fevereiro e março para uma alta de 24 °C, em agosto.

## Demografia
| Variação demográfica do município entre 1861 e 2011                               |
|                                                                                   |
| Fonte: Istituto Nazionale di Statistica (ISTAT) - Elaboração gráfica da Wikipedia |

Em meados de 2010, havia 2 754 440 moradores na cidade propriamente dita, enquanto cerca de 4,2 milhões de pessoas viviam na Grande Roma (que pode ser aproximadamente identificada com sua província administrativa, com uma densidade populacional de cerca de 800 hab/km², que se estende por mais de 5 000 km²). Os menores (jovens com abaixo dos 18 anos de idade) totalizaram 17% da população em relação aos aposentados, que representam 20,76% dos habitantes da cidade. Isso se compara com a média italiana de 18,06% (menores de idade) e 19,94% (aposentados).
A idade média de um residente romano é de 43 anos, em comparação com a média italiana de 42. Nos cinco anos entre 2002 e 2007, a população de Roma cresceu 6,54%, enquanto a da Itália como um todo cresceu 3,56%. A taxa de natalidade atual de Roma é de 9,10 nascimentos por 1 000 habitantes, em comparação com a média italiana de 9,45 nascimentos.

### Histórico

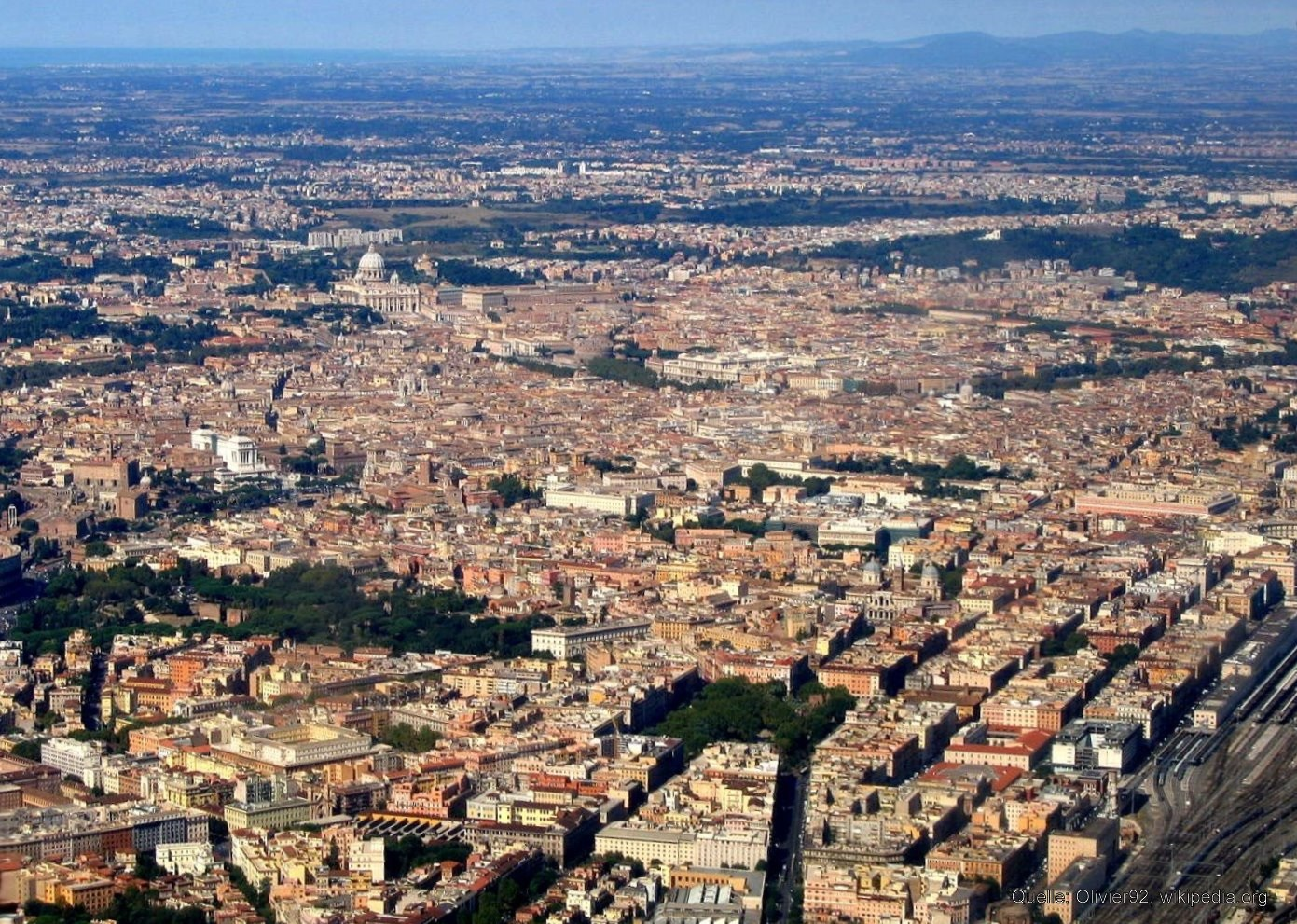
Fotografia aérea da cidade

Na época do imperador Augusto, Roma era a maior cidade do mundo: com uma população de cerca de um milhão de pessoas (aproximadamente do tamanho de Londres no início do século XIX, quando Londres era a maior cidade do mundo).
Após a queda do Império Romano do Ocidente, a população da cidade caiu drasticamente para menos de 50 mil pessoas e continuou a estagnar ou encolher até o Renascimento.
Quando o Reino da Itália, anexou Roma em 1870, a cidade tinha uma população de cerca de 200 mil habitantes, que aumentou rapidamente para 600 mil pessoas às vésperas da Primeira Guerra Mundial. O regime fascista de Mussolini tentou bloquear um aumento demográfico excessivo da cidade, mas não conseguiu evitar que ela atingisse um milhão de pessoas por 1930. Após a Segunda Guerra Mundial, o crescimento continuou, ajudado por um boom econômico do pós-guerra. O bom desempenho da construção civil também criou um grande número de bairros durante os anos 1950 e 1960.

### Composição étnica

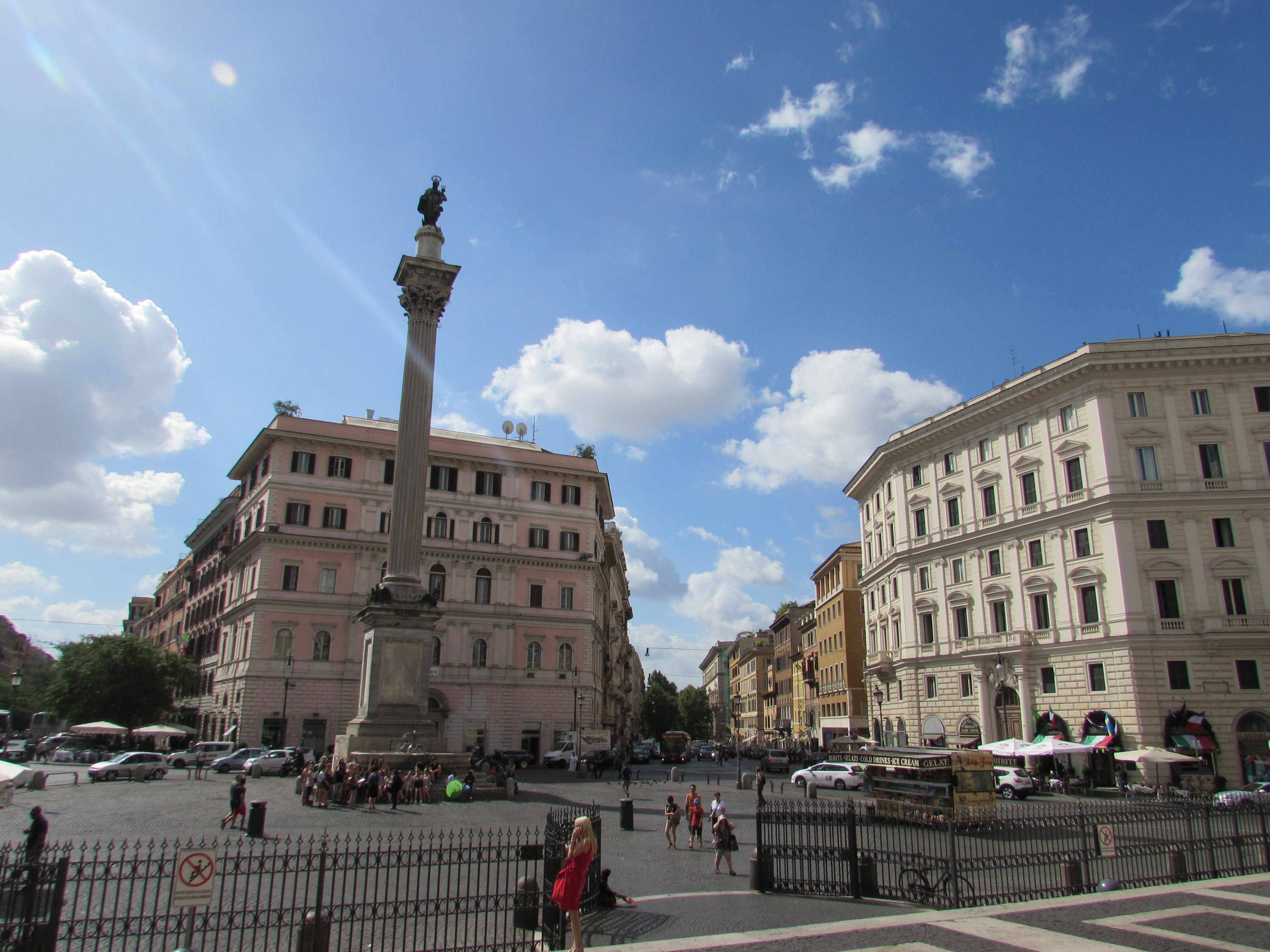
Uma grande concentração de imigrantes mora no rione de Esquilino

De acordo com as últimas estatísticas realizadas pelo ISTAT, Cerca de 9,5% da população romana é composta por não italianos. Cerca de metade da população imigrante é constituída por pessoas de várias outras origens europeias (principalmente romenos, poloneses, ucranianos e albaneses), totalizando 131 118 habitantes, ou 4,7% da população. Os 4,8% restantes são imigrantes não europeus, principalmente filipinos (26 933), bangladechianos (12 154), peruanos (10 530) e chineses (10 283).
O rione Esquilino, fora da Estação Ferroviária Termini, evoluiu para um bairro em grande parte ocupado por imigrantes e que agora é considerado a Chinatown de Roma, mas na verdade imigrantes de mais de cem países diferentes lotam suas ruas movimentadas e praças. A agitada área comercial de Esquilino possui dezenas de restaurantes com todos os tipos de cozinha internacional. Existem inúmeras lojas de roupas por atacado: dos 1 300 ou mais estabelecimentos comerciais que operam no distrito, 800 são de propriedade chinesa, cerca de 300 são geridos por imigrantes de outros países ao redor do mundo e cerca de 200 são de propriedade de italianos.

### Religião

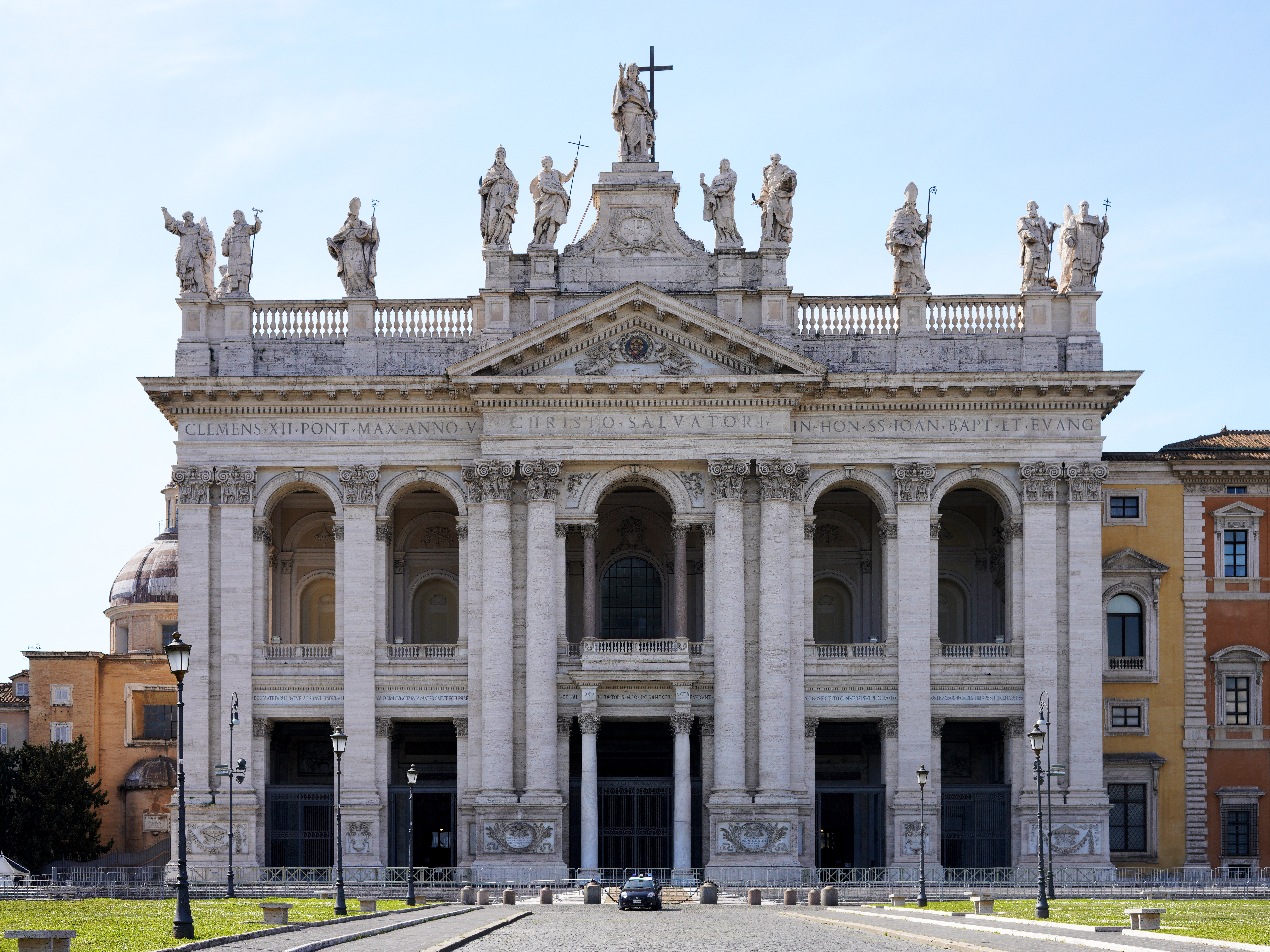
Basílica de São João de Latrão, sede da Diocese de Roma

Assim como o resto da Itália, a população da cidade de Roma é predominantemente católica romana. A capital italiana tem sido um importante centro de peregrinação religiosa e, durante séculos, a base da religião romana com o pontífice máximo (pontifex maximus) e, mais tarde, como sede do Vaticano e do papa. Antes da chegada dos cristãos em Roma, a religião romana (religio romana) era a principal religião da cidade na antiguidade clássica. Os primeiros deuses considerados sagrados pelos romanos foram Júpiter, o mais importante, e Marte, o deus da guerra e pai dos gêmeos fundadores de Roma, Rômulo e Remo, segundo a tradição. Outros deuses e deusas, como Vesta e Minerva eram homenageados. Roma também era a base de vários cultos misteriosos, como o mitraísmo.
Mais tarde, depois de São Pedro e São Paulo serem martirizados na cidade e dos primeiros cristãos começarem a chegar, Roma se tornou cristã e a Antiga Basílica de São Pedro foi construída em 313 d.C. Apesar de algumas interrupções (como o Papado de Avinhão), Roma foi durante séculos a sede da Igreja Católica Romana e do Bispo de Roma, também conhecido como Papa.

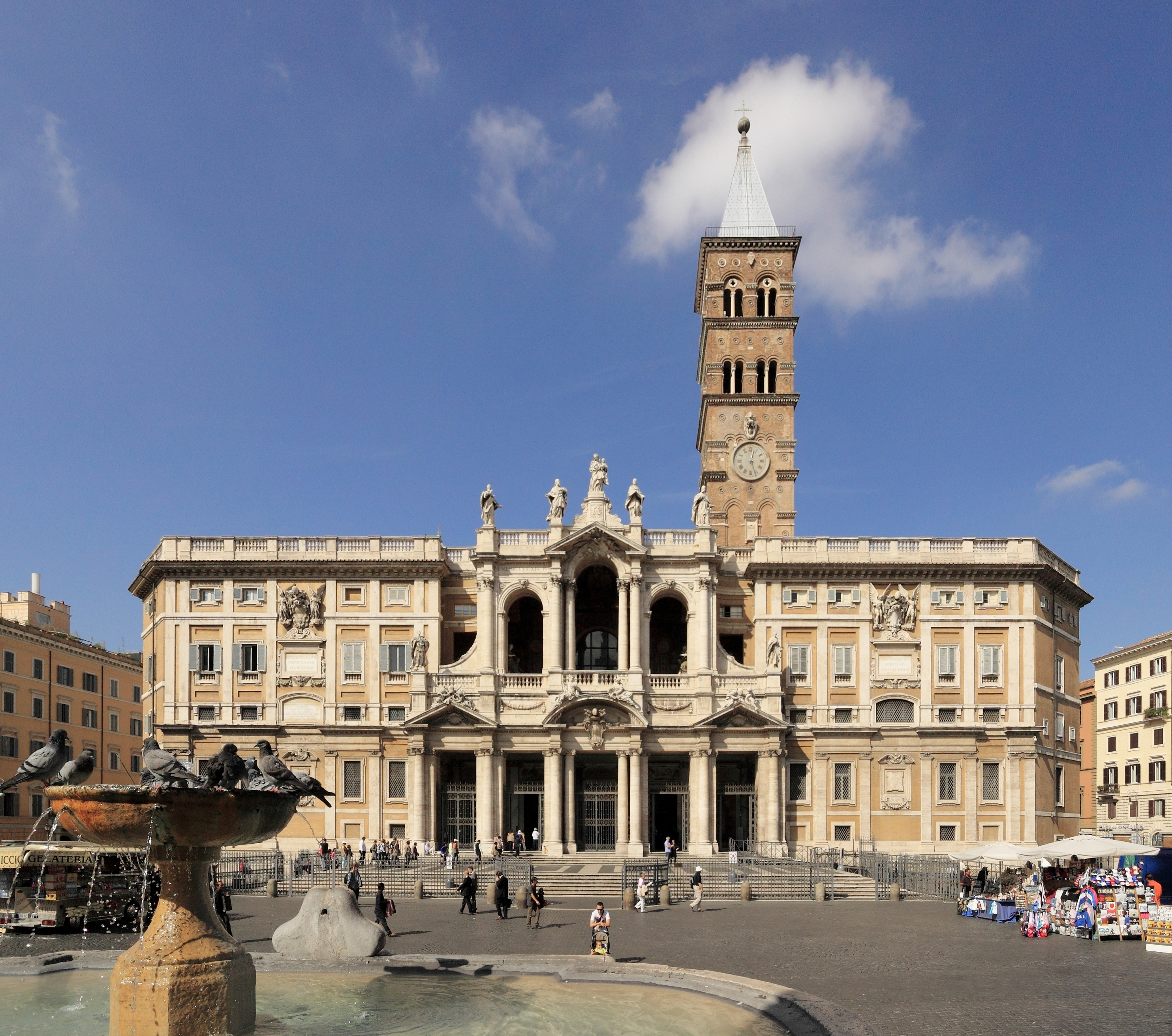
Basílica de Santa Maria Maior, construída entre o século IV e 1743 e com vários estilos arquitetônicos

Apesar de Roma ser a casa do Vaticano e da Basílica de São Pedro, a catedral da cidade é a Basílica de São João de Latrão, localizada ao sudeste do centro. Há cerca de 900 igrejas em Roma no total, além da própria catedral e outras, como a Basílica de Santa Maria Maior, a Basílica de São Paulo Extramuros, a Basílica de São Clemente, a Basílica de San Carlo alle Quattro Fontane e a Igreja de Jesus. Há também as antigas catacumbas romanas, no subsolo da cidade. Várias instituições de educação religiosa muito importantes também estão em Roma, como a Pontifícia Universidade Lateranense, o Pontifício Instituto Bíblico, a Pontifícia Universidade Gregoriana e o Pontifício Instituto Oriental.
Nos últimos anos, houve um crescimento significativo na comunidade muçulmana de Roma, principalmente devido à imigração de pessoas vindas de países do Norte da África e do Oriente Médio para a cidade. Como consequência deste aumento dos praticantes locais da fé islâmica, a Comuna de Roma promoveu a construção da maior mesquita da Europa, a Grande Mesquita de Roma, projetado pelo arquiteto Paolo Portoghesi e inaugurada em 21 de junho de 1995. Desde o fim da República Romana, Roma é também o centro de uma importante comunidade judaica, que já foi sediada em Trastevere e mais tarde no Gueto Romano. Lá também se encontra a maior sinagoga de Roma, o Tempio Maggiore.

## Governo e política
|                                                 |  |                                                                |
| Palazzo Senatorio, sede da prefeitura da cidade |  | Palácio Quirinal, a residência oficial do Presidente da Itália |

Roma constitui uma speciale comune, com o nome "Roma Capitale" e é a maior em termos de área e de população entre as 8 101 comunas da Itália. É governada por um prefeito (sindaco), atualmente Francesco Paolo Tronca e um conselho municipal . A sede da comuna é o Palazzo Senatorio no Monte Capitolino, a sede histórica do governo da cidade. A administração local em Roma é comumente referida como "Campidoglio", o nome italiano da colina.
Roma é a principal cidade da província de mesmo nome, que inclui a área metropolitana da cidade e se estende ao norte até Civitavecchia. A Província de Roma é a nona maior da Itália por área. Em seus 2 066 km², suas dimensões são comparáveis à região da Ligúria. Além disso, a cidade também é a capital da região do Lácio.
Roma é a capital nacional da Itália e é a sede do governo italiano. As residências oficiais do Presidente da República Italiana e do Primeiro-Ministro, as sedes de ambas as casas do Parlamento Italiano e do Tribunal Constitucional Italiano estão localizadas no centro histórico da cidade. Os ministérios estão espalhados por toda a cidade, como o Ministério das Relações Exteriores, que está localizado no Palazzo della Farnesina, perto do Estádio Olímpico.

### Relações internacionais
Roma possui uma única cidade-irmã, e 17 cidades parceiras.
Cidade-irmã
- Paris, França (em francês: Seule Paris est digne de Rome; seule Rome est digne de Paris; em italiano: Solo Parigi è degna di Roma; solo Roma è degna di Parigi; trad. "Somente Paris é digna de Roma; somente Roma é digna de Paris").[84]

Cidades parceiras
- Achacachi, Bolívia.
- Argel, Argélia
- Pequim, China
- Belgrado, Sérvia
- Brasília, Brasil
- Cairo, Egito
- Cincinnati, Estados Unidos
- Kiev, Ucrânia
- Londres, Reino Unido
- Marbella, Espanha
- Montreal, Canadá
- Nova Iorque, Estados Unidos
- Plovdiv, Bulgária
- Seul, Coreia do Sul
- Sydney, Austrália
- Tongeren, Bélgica
- Tóquio, Japão

## Subdivisões
| Município                                        | População 31 de dezembro de 2015 | Área km² | Densidade por km² | Mapa                     |
| ------------------------------------------------ | -------------------------------- | -------- | ----------------- | ------------------------ |
| Municipio I — Centro Histórico                   | 186 802                          | 19,91    | 9 382             | Os 15 municípios de Roma |
| Municipio II — Parioli/Nomentano                 | 167 736                          | 19,60    | 8 567             | Os 15 municípios de Roma |
| Municipio III — Monte Sacro                      | 204 514                          | 97,82    | 2 091             | Os 15 municípios de Roma |
| Municipio IV — Tiburtina                         | 177 084                          | 49,15    | 3 603             | Os 15 municípios de Roma |
| Municipio V — Prenestino/Centocelle              | 246 471                          | 27,00    | 9 137             | Os 15 municípios de Roma |
| Municipio VI — Roma Delle Torri                  | 256 261                          | 113,40   | 2 261             | Os 15 municípios de Roma |
| Municipio VII — Appio-Latino/Tuscolano/Cinecittà | 307 607                          | 46,80    | 6 580             | Os 15 municípios de Roma |
| Municipio VIII — Appia Antica                    | 131 082                          | 47,29    | 2 772             | Os 15 municípios de Roma |
| Municipio IX — EUR                               | 180 511                          | 183,17   | 985               | Os 15 municípios de Roma |
| Municipio X — Ostia/Acilia                       | 230 544                          | 150,64   | 1 530             | Os 15 municípios de Roma |
| Municipio XI — Arvalia/Portuense                 | 154 871                          | 70,90    | 2 185             | Os 15 municípios de Roma |
| Municipio XII — Monte Verde                      | 140 996                          | 73,12    | 1 928             | Os 15 municípios de Roma |
| Municipio XIII — Aurelia                         | 133 813                          | 68,70    | 1 949             | Os 15 municípios de Roma |
| Municipio XIV — Monte Mario                      | 190 513                          | 131,30   | 1 451             | Os 15 municípios de Roma |
| Municipio XV — Cassia/Flaminia                   | 158 561                          | 186,70   | 849               | Os 15 municípios de Roma |

## Economia

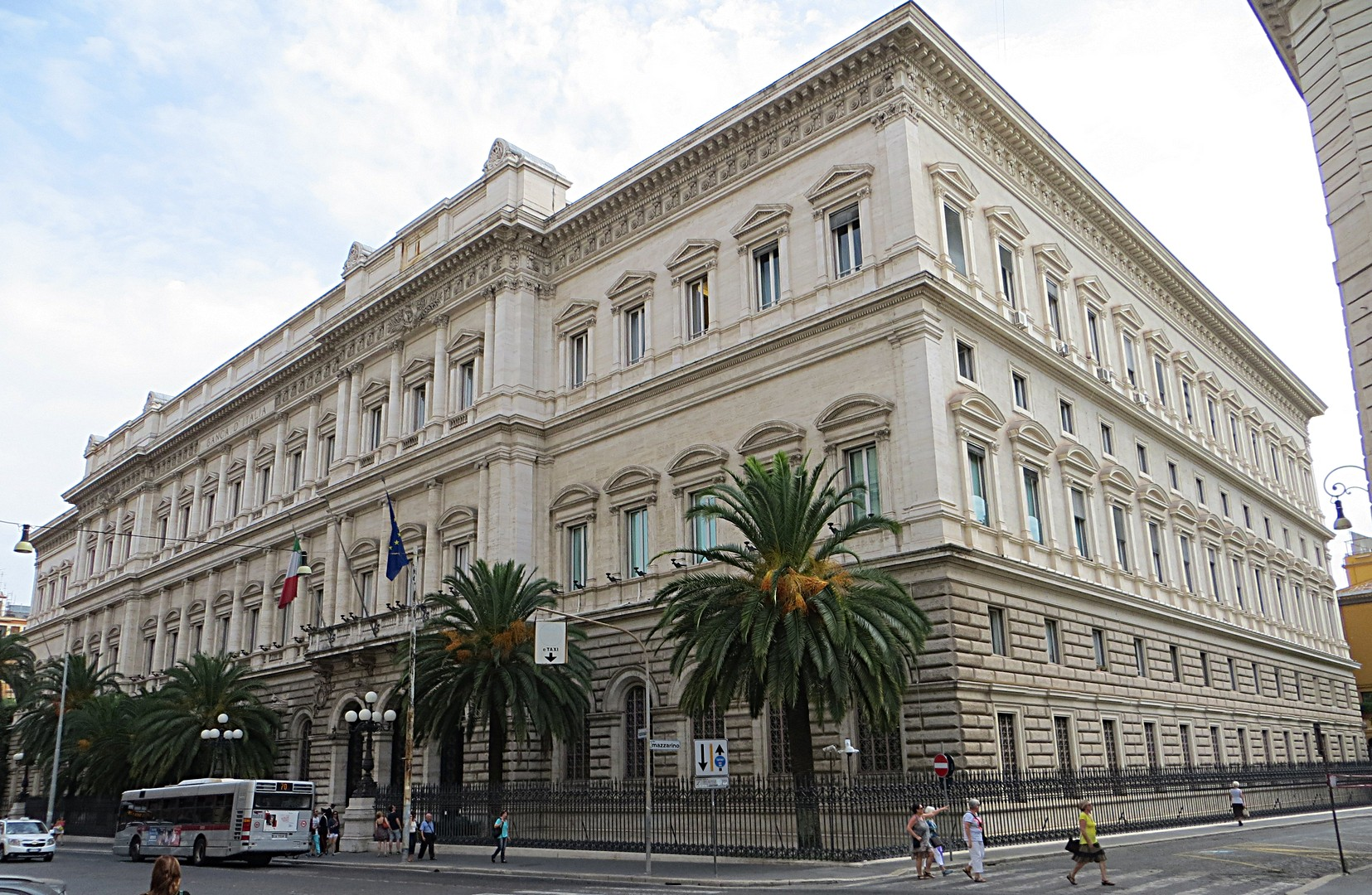
Palazzo Koch, sede do Banco da Itália

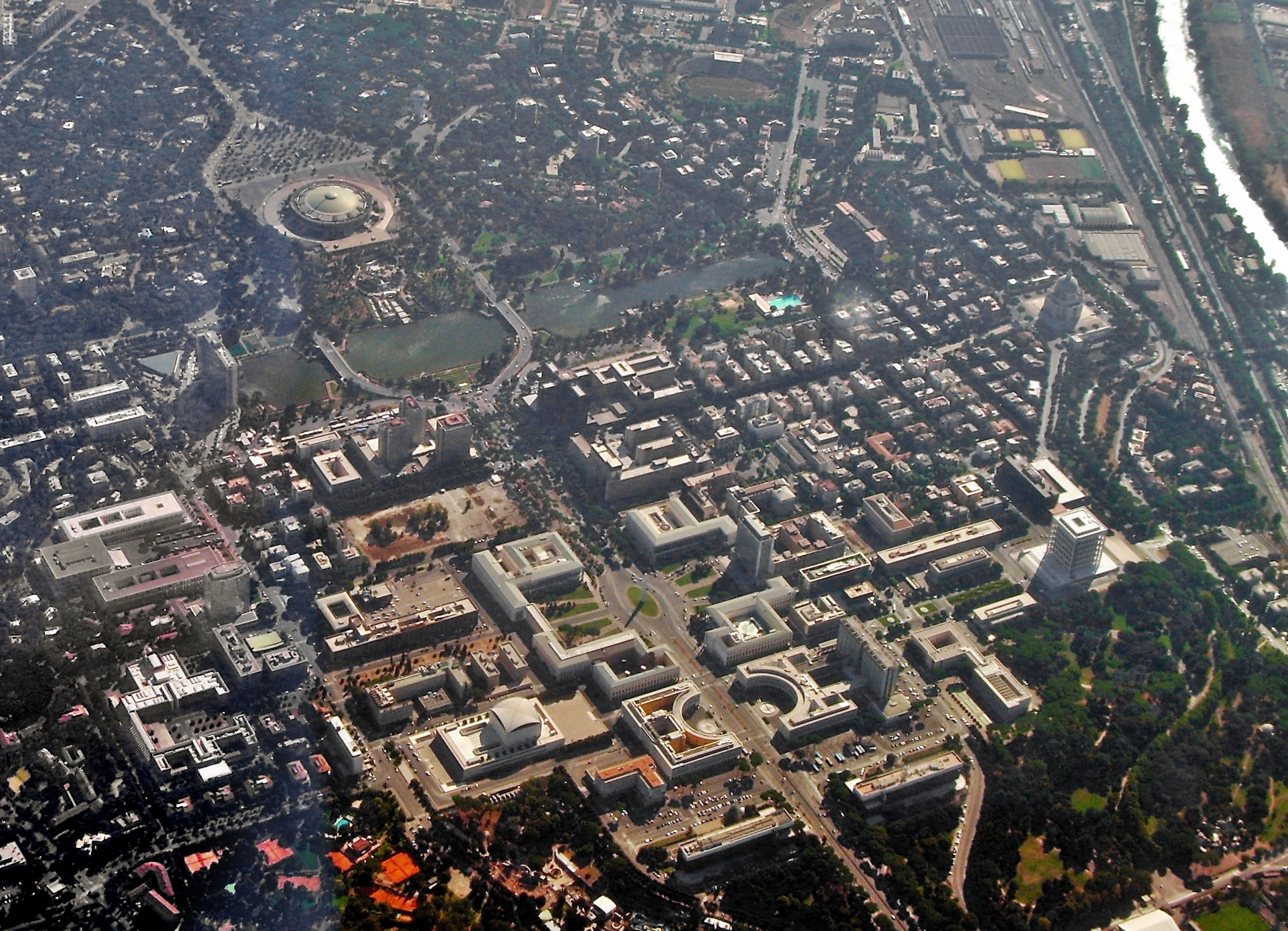
Fotografia aérea do bairro planejado EUR

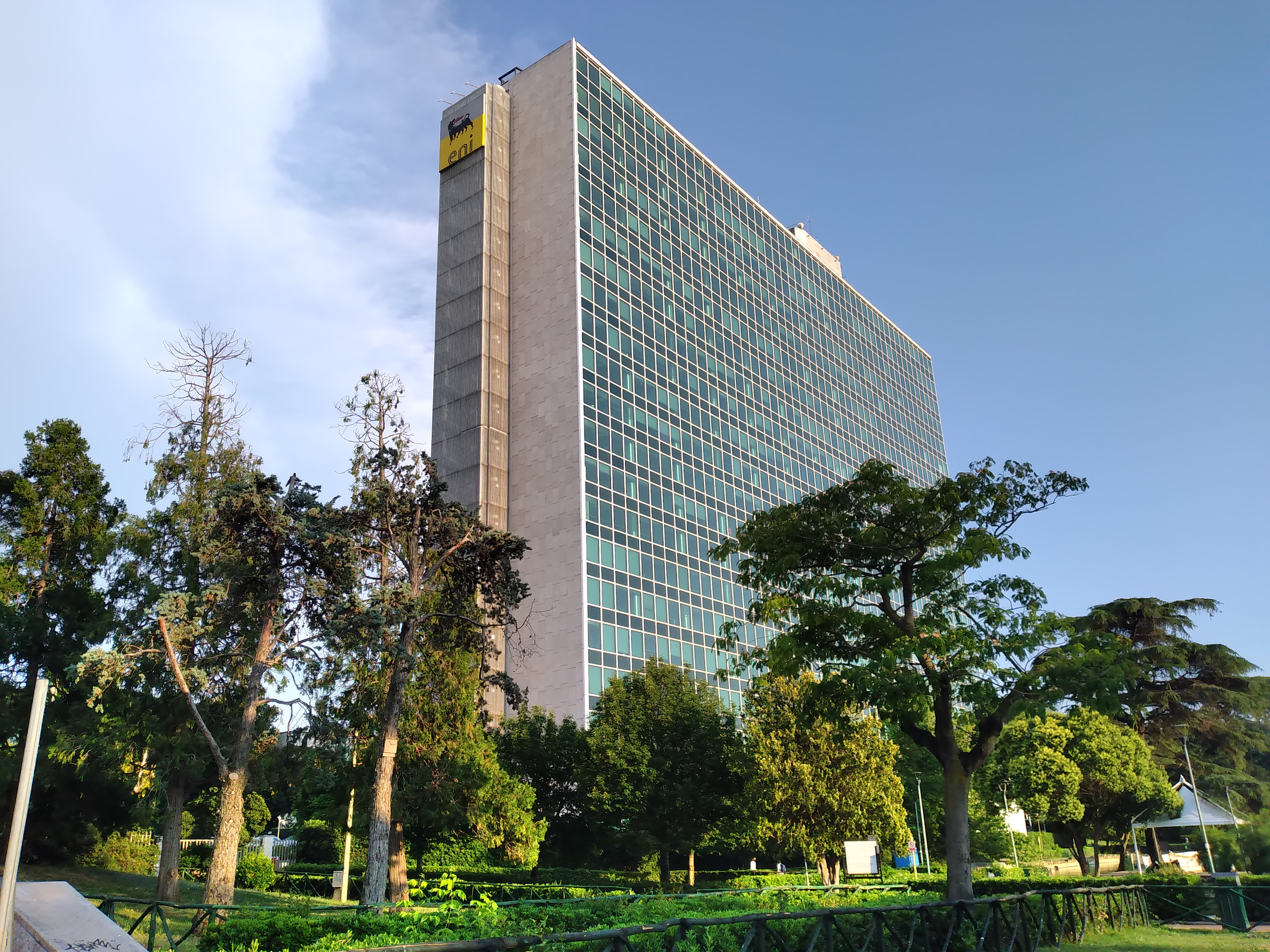
Sede da ENI, em Roma, uma das maiores empresas industriais do mundo e entre as "supermajors" de petróleo e gás

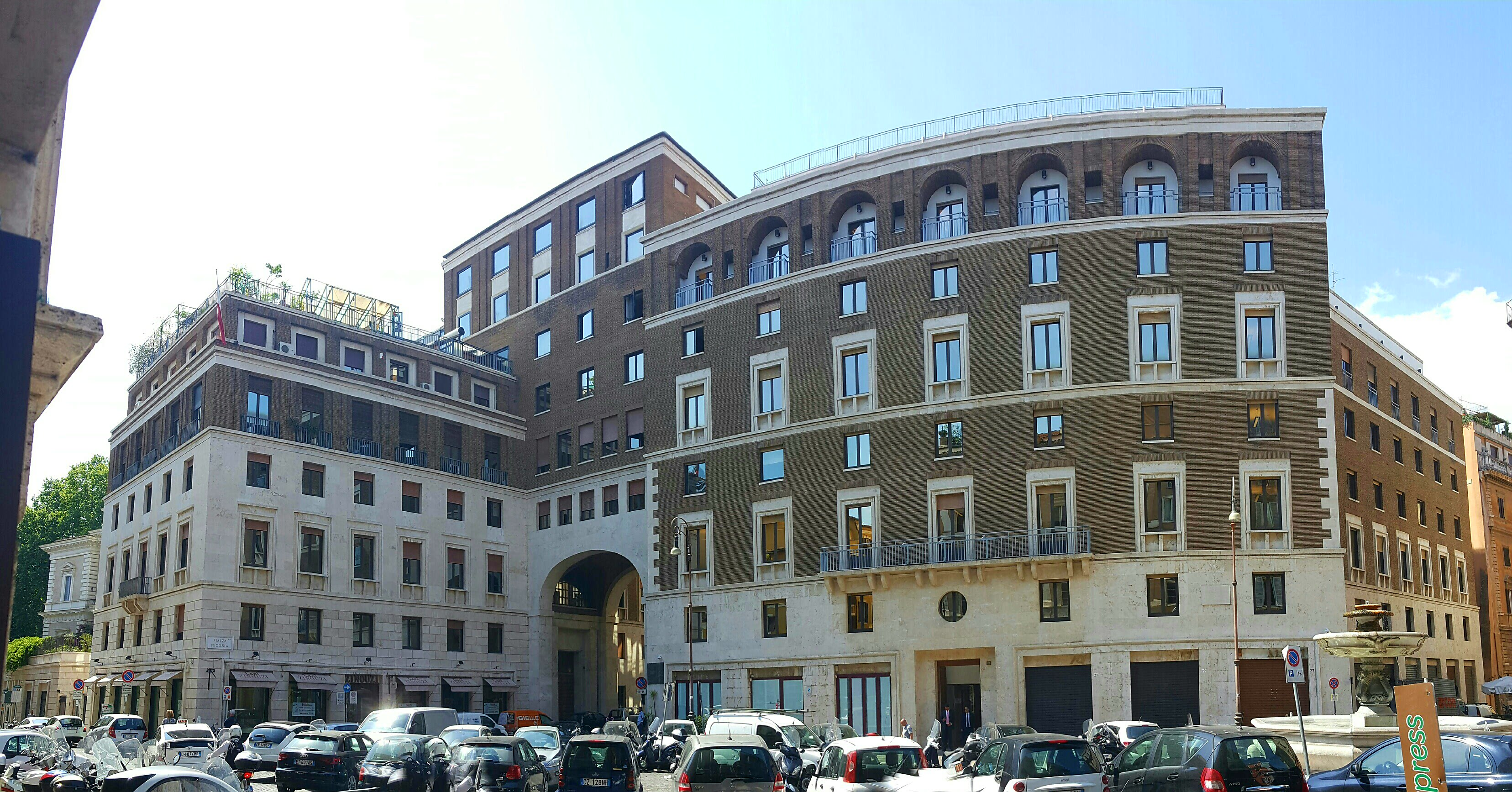
Sede da Bulgari em Roma

Por ser a capital italiana, Roma hospeda todas as principais instituições do país, como a Presidência da República, o governo (e seu único Ministeri), o Parlamento, os principais tribunais judiciais e os representantes diplomáticos de todos os países para os Estados da Itália e do Vaticano (curiosamente, Roma também abriga, na parte italiana do seu território, a Embaixada da Itália para a Cidade do Vaticano, um caso único de uma embaixada dentro dos limites de seu próprio país). Muitas instituições internacionais estão localizadas em Roma, principalmente as culturais e científicas, como o Instituto Norte-Americano, a Escola Britânica, a Academia Francesa, os Institutos Escandinavos, o Instituto Arqueológico Alemão, além de agências especializadas da Organização das Nações Unidas (ONU), como a Organização das Nações Unidas para Alimentação e Agricultura (FAO). Roma, também abriga as principais organizações políticas e culturais internacionais e mundiais, como o Fundo Internacional de Desenvolvimento Agrícola (FIDA), o Programa Alimentar Mundial (PAM) , o Colégio de Defesa da Organização do Tratado do Atlântico Norte (OTAN) e o Centro Internacional para o Estudo da Preservação e Restauração dos Bens Culturais (ICCROM). Roma é atualmente uma cidade global beta + cidade (depois que perdeu a classificação alfa em 2008), junto com Berlim, Estocolmo, Atenas, Praga, Montreal e Vancouver. Com uma pontuação de 2,56, Roma também foi classificada em 2010 no 28º lugar no Índice de Cidades Globais (dois lugares superiores em relação a sua posição de 2008), sendo a cidade mais com a mais alta classificação na Itália (Milão vem em segundo lugar, na 42ª posição). Além disso, Roma foi classificada como a 15ª cidade do mundo por importância global, principalmente por sua experiência cultural.
Com um PIB de 94,3 bilhões de euros (ou 121,5 bilhões de dólares) em 2005, a cidade produziu 6,7% do PIB italiano (mais do que qualquer outra cidade no país) e sua taxa de desemprego baixou de 11,1% para 6,5% entre 2001 e 2005, tornando-se uma das taxas mais baixas de todas as capitais da União Europeia. Roma cresce 4,4% ao ano e continua a crescer a uma taxa mais elevada em comparação com qualquer outra cidade no resto do país. Isto significa que se Roma fosse um país, seria a 52ª nação mais rica do mundo pelo PIB, próximo ao tamanho da economia do Egito. Roma também tinha um PIB per capita em 2003 de 29 153 euros (ou 37 412 dólares, o segundo lugar na Itália, depois de Milão) e é mais do que 134,1% superior a média de PIB per capita da UE. Roma, como um todo, tem os maiores arrecadações totais na Itália , atingindo 47 076 890 463 euros em 2008, no entanto, em termos de rendimento médio dos trabalhadores, a cidade está em nono lugar na Itália, com 24 509 euros. A área de Roma tinha um PIB no valor de 167,8 bilhões dólares e um PIB per capita de 38 765 euros.
Embora a economia romana seja caracterizada pela ausência de indústria pesada e seja amplamente dominada pelo setor de serviços, empresas de alta tecnologia (como informática, aeroespacial, defesa, telecomunicações), centros de pesquisa e desenvolvimento, construção civil, atividades comerciais (especialmente o setor bancário) e o desenvolvimento de uma enorme indústria de turismo são áreas muito dinâmicas e extremamente importantes para a economia da cidade. O Aeroporto Internacional de Roma, Fiumicino, é o maior da Itália e a cidade abriga a sede da grande maioria das grandes empresas italianas, bem como a sede de três das 100 maiores empresas do mundo: Enel, Eni e Telecom Italia.

### Turismo

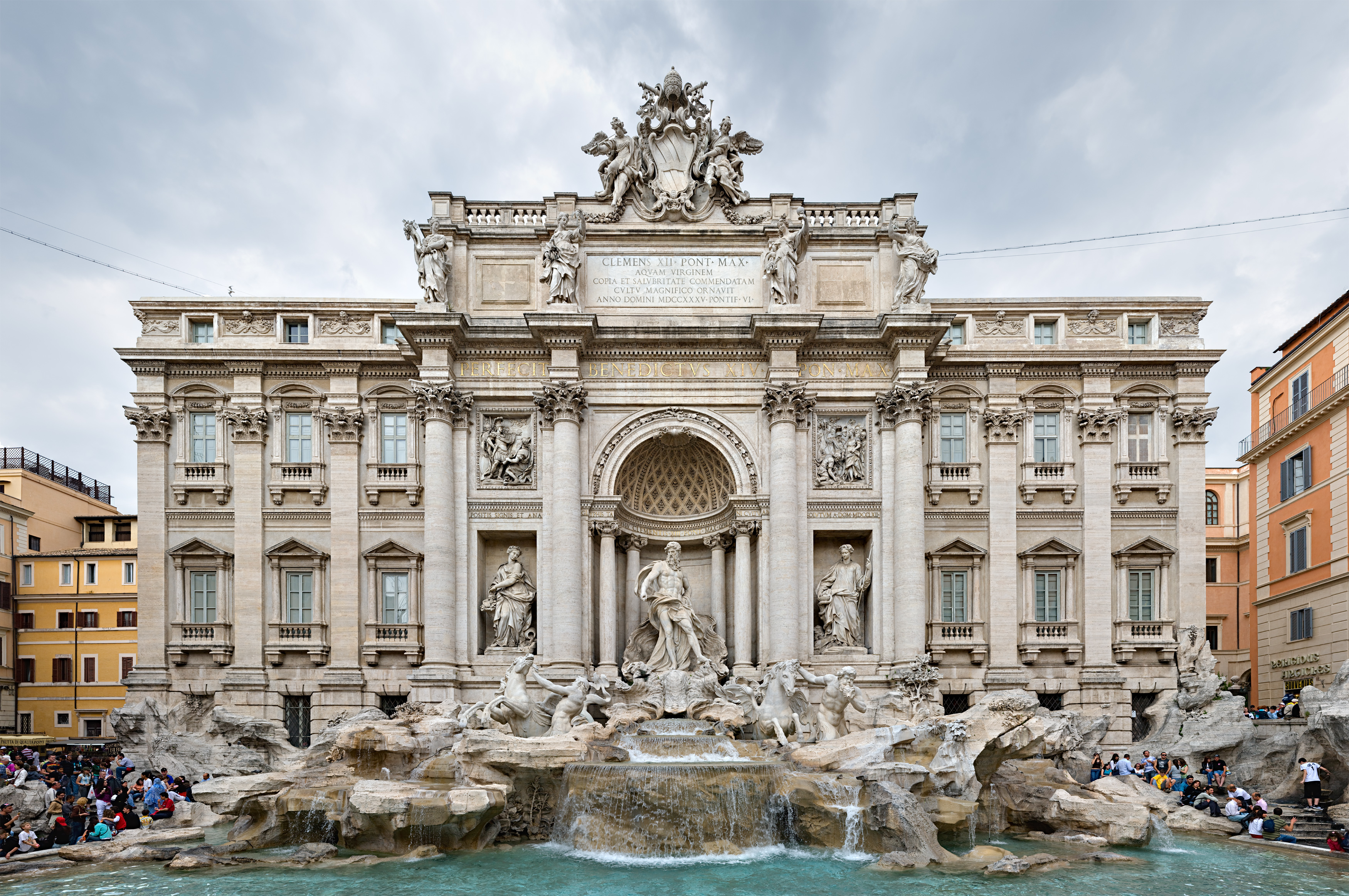
Turistas na Fontana di Trevi

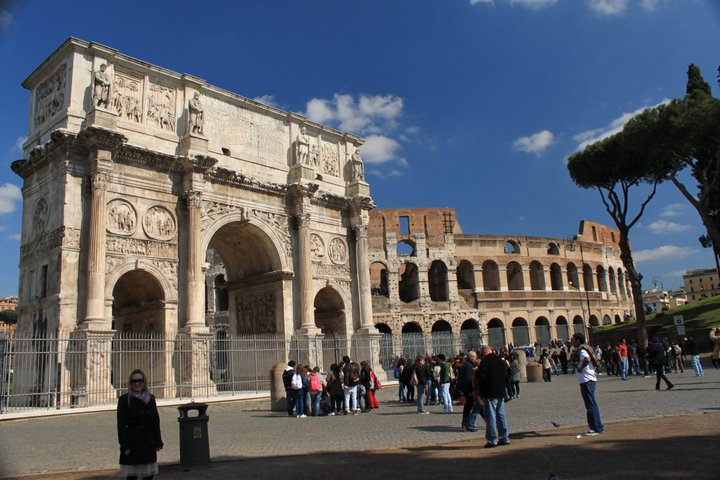
Arco de Constantino com o Coliseu ao fundo

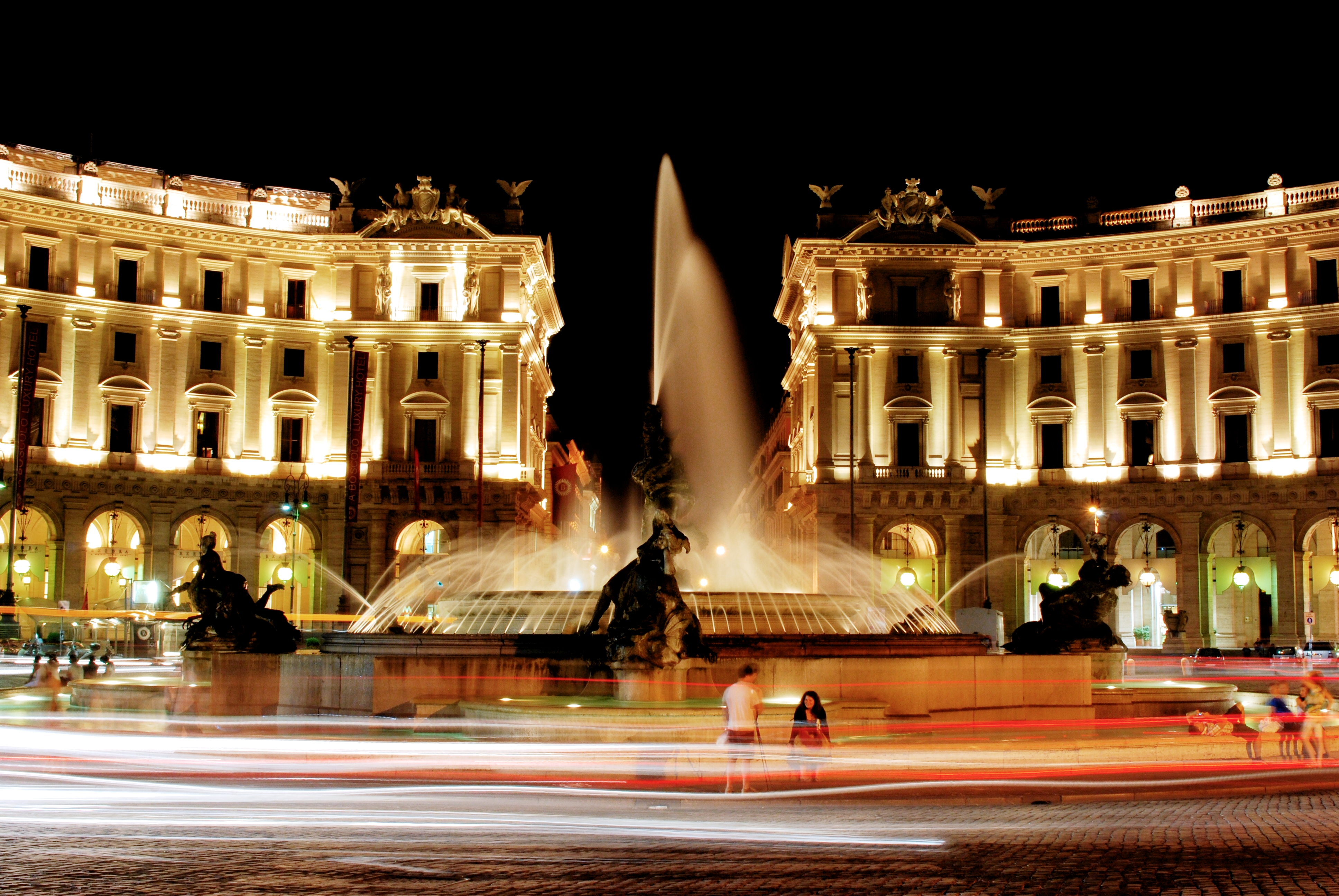
Praça da República

Roma, atualmente, é um dos destinos turísticos mais importantes do mundo, devido à imensidão incalculável de seus tesouros arqueológicos e artísticos, bem como por suas tradições únicas, a beleza de suas vistas panorâmicas e a majestade de seus magníficos parques. Entre os recursos turísticos mais importantes da cidade estão os seus muitos museus, como os Museus Capitolinos, os Museus Vaticanos e a Galleria Borghese e outros dedicados à arte moderna e contemporânea, além de aquedutos, fontes, igrejas, palácios, edifícios históricos, monumentos e as ruínas do Fórum Romano e da catacumba romana. Roma é a terceira cidade mais visitada da União Europeia, depois de Londres e Paris e recebe uma média de 7 a 10 milhões de turistas por ano, número que, por vezes, dobra em anos sagrados. O Coliseu (com 4 milhões de turistas) e os Museus Vaticanos (com 4,2 milhões de turistas) são o 39º e 37º lugares mais visitados do mundo, respectivamente.
A cidade é um grande centro arqueológico e um dos principais centros mundiais de pesquisa arqueológica. Existem inúmeros institutos culturais e de pesquisa localizadas na cidade, como a Academia Americana em Roma e o Instituto Sueco em Roma. A cidade possui vários sítios arqueológicos, como o Fórum Romano, o Mercado de Trajano, o Fórum de Trajano, o Coliseu e o Panteão. O Coliseu, sem dúvida um dos sítios arqueológicos mais emblemáticos de Roma e é considerado como uma das maravilhas do mundo.
A capital italiana contém uma coleção vasta e impressionante de arte, esculturas, fontes, mosaicos, afrescos e pinturas de vários períodos históricos diferentes. A cidade tornou-se pela primeira vez um grande centro artístico durante a Roma Antiga, com formas de arte romana importantes como arquitetura, pintura, escultura e trabalho em mosaico. Roma tornou-se mais tarde um grande centro de arte do Renascimento, uma vez que os papas investiram grandes somas de dinheiro na construção de grandiosas basílicas, palácios, praças e edifícios públicos em geral. Roma tornou-se um dos principais centros europeus de arte renascentista, perdendo apenas para Florença e capaz de se comparar a outras grandes cidades e centros culturais, como Paris e Veneza. A cidade foi muito afetado pelo estilo barroco e Roma se tornou o lar de numerosos artistas e arquitetos, como Bernini, Caravaggio, Carracci, Borromini e Cortona, entre outros. No final do século XVIII e início do século XIX, a cidade foi um dos centros do Grand Tour, quando ingleses jovens e ricos, além de outros aristocratas europeus, visitaram a cidade para conhecer a antiga cultura, arte, filosofia e arquitetura romana. Roma foi a casa de um grande número de artistas neoclássicos e rococó, como Pannini e Bernardo Bellotto. Hoje, a cidade é um importante centro artístico, com vários institutos de arte e museus.
Roma também é amplamente reconhecida como uma das capitais mundiais da moda. Apesar de não ser tão importante como Milão, Roma é o quarto centro de moda mais importante do mundo, de acordo com o Global Language Monitor de 2009, após Milão, Nova York e Paris, acima de Londres. As principais casas de moda de luxo e redes de joalherias, como Bulgari, Fendi, Laura Biagiotti e Brioni, estão sediadas ou foram fundadas na cidade. Além disso, outras marcas grandes, como Chanel, Prada, Dolce & Gabbana, Armani e Versace tem boutiques de luxo na cidade, principalmente ao longo da famosa Via Condotti.

## Infraestrutura

### Transportes
Roma é circundada por uma auto-estrada circular de cerca de 60 km de perímetro, designada de Grande Raccordo Anulare (grande cordão circular), que intersecta todas as estradas consulares que datam da Roma Antiga, como a Via Salária, a Nomentana, a Flamínia, Cássia, Aurélia, Portuense, Ápia, Tuscolana, etc. — todas elas partindo do Capitólio e ligando Roma a todo o antigo Império. O ponto de partida, o quilómetro 0 físico, designava-se o miliarium, a coluna outrora dourada e colocada no Fórum, agora de mármore e colocada acima da Cordonata, a escadaria do Capitólio.
No transporte aéreo, Roma é servida por três aeroportos: Leonardo da Vinci, civil, situado entre Roma e Fiumicino; Giovan Battista Pastine, ao longo da Via Ápia e da vila de Ciampino, civil low-cost e militar, e o aeroporto da Urbe, a 6 km do centro, ao longo da Via Salária, que atualmente se encontra fechado à aviação civil.
O coração da cidade é servido por uma rede de metropolitanos, a Metropolitana di Roma. A construção do primeiro ramo teve lugar na década de 1930 e estava planeada para ligar rapidamente a estação de comboios (Termini) com a então recente área nos subúrbios a sul, a E42, onde se planeava dar lugar à Exposição Universal de 1942, que nunca chegou a ser realizada por causa da Segunda Guerra Mundial. A área foi então parcialmente redesenhada e renomeada para EUR durante a década de 1950 para servir como um quarteirão moderno dedicado a escritórios. A linha seria finalmente inaugurada em 1955 e é atualmente parte da Linha B. A linha A foi inaugurada em 1980 entre as estações de Ottaviano e Anagnina, e mais tarde expandida em etapas (1999–2000) até Battistini. Durante a década de 1990 foi inaugurada uma extensão à Linha B de Termini a Rebibbia e encontra-se em construção uma ramificação da mesma.
Os achados arqueológicos da Cidade Eterna atrasam, naturalmente, os trabalhos e escavações. A rede subterrânea, relativamente reduzida, é geralmente bastante prática, embora se torne muito congestionada nas horas de ponta e durante eventos, especialmente a Linha A. Em 2005 a total extensão era de 38 km. As duas linhas existentes intersectam-se na Estação Termini, a principal estação de comboios em Roma, que é também a maior estação em toda a Europa, em baixo da qual (e em redor) existe um centro comercial conhecido como o Forum Termini com mais de 100 lojas de variados sectores. Outras estações: Tiburtina, a segunda maior, atualmente em remodelação e expansão para se tornar o principal entroncamento de comboios de alta velocidade na cidade, Ostiense, Trastevere, Tuscolana, San Pietro, Casilina e Torricola.
Embora a cidade tenha seu próprio bairro no Mar Mediterrâneo (Lido di Ostia) este tem apenas uma marina e um pequeno porto-canal para barcos de pesca. O principal porto que serve Roma é o porto de Civitavecchia, localizado a cerca de 62 km a noroeste da cidade.
Roma dispõe também de um flexível sistema de autocarros. O bilhete único, de duração de 75 minutos (em 2005), permite aos utentes viajar por toda a cidade utilizando qualquer companhia e qualquer meio de transporte. Entretanto, devido ao congestionamento crónico verificado durante as décadas de 1970 e 1980, o centro histórico de Roma condiciona o tráfego numa zona designada de ZTL, Zona de Tráfego Limitada: apenas se pode circular com a viatura dentro da ZTL em horários específicos.

### Educação

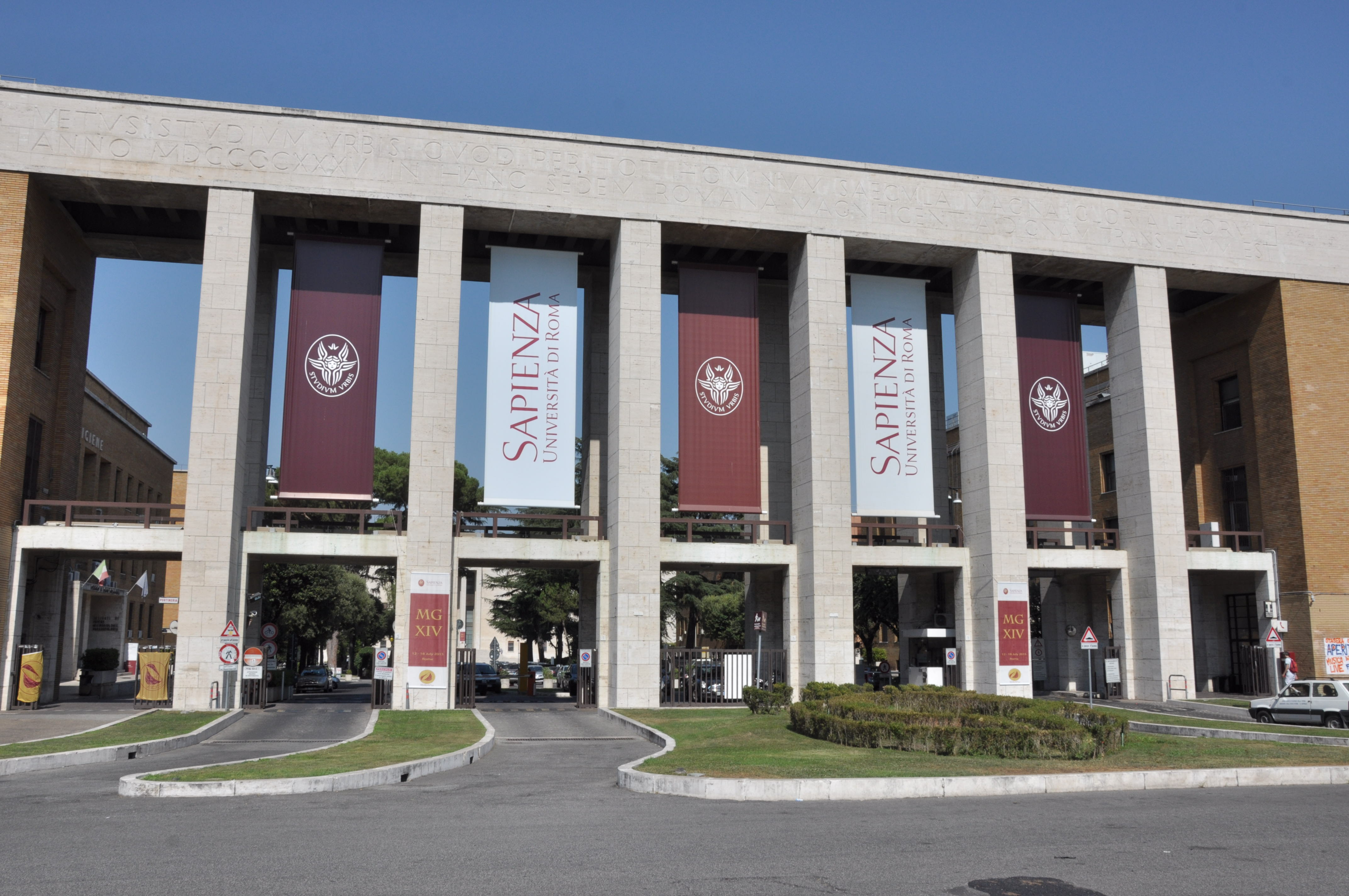
La Sapienza, fundada em 1303

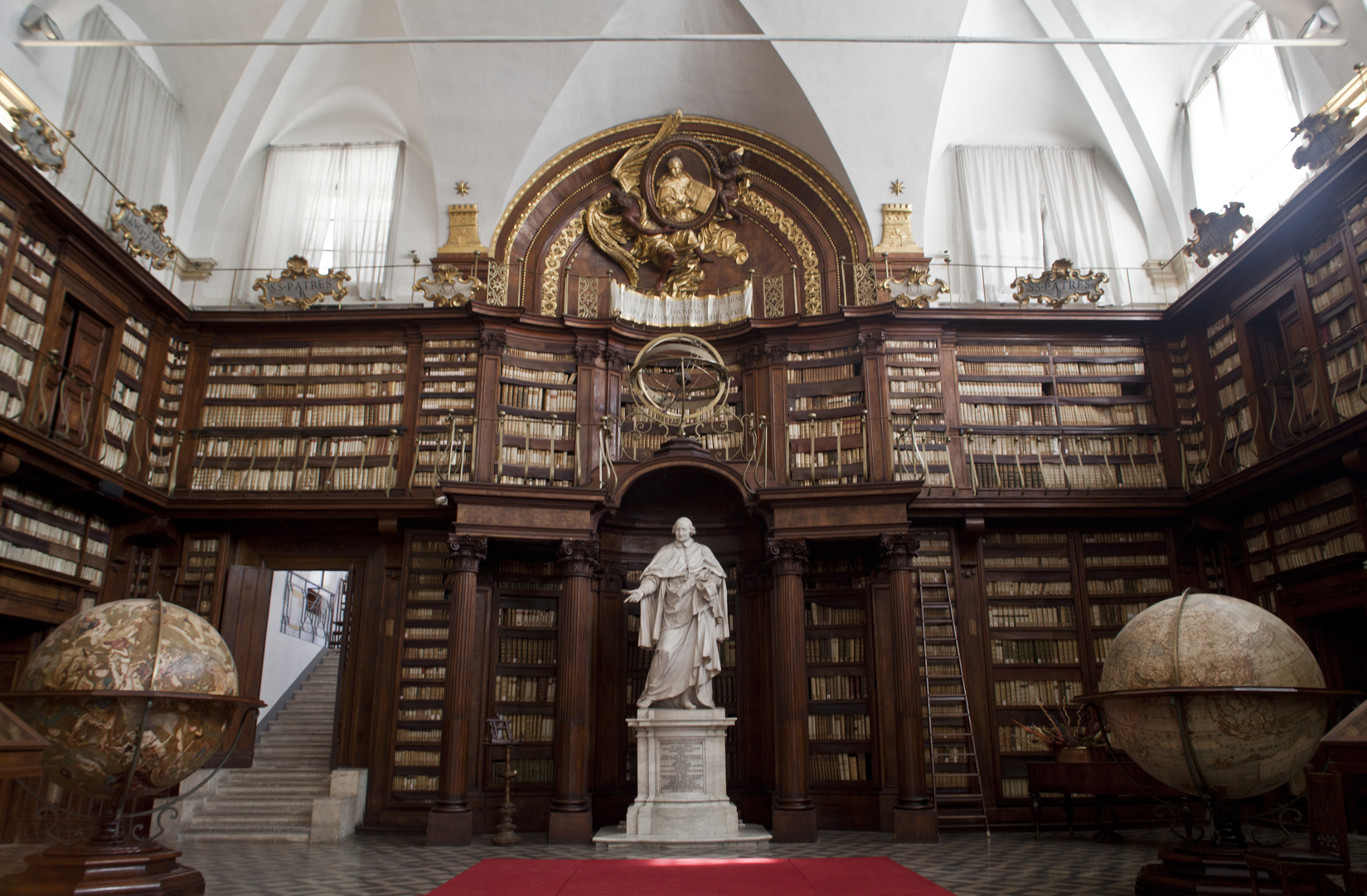
Biblioteca Casanatense

Roma é um importante centro internacional de ensino superior em todo o país, contendo inúmeras academias, faculdades e universidades. A cidade sempre foi um importante centro intelectual e educacional em todo o mundo, especialmente durante a Roma Antiga e o Renascimento, além de Florença. De acordo com o City Brands Index, Roma é considerada a segunda cidade mais histórica, educacional e culturalmente interessante e bonita do mundo.
Roma tem muitas universidades e faculdades. Sua primeira universidade, La Sapienza (fundada em 1303), é uma das maiores do mundo, com mais de 140 000 estudantes; em 2005, foi classificada como a 33ª melhor universidade da Europa e em 2013 a Universidade Sapienza de Roma foi classificada como a 62ª no mundo e a melhor na Itália no World University Rankings e foi classificada entre as 50 faculdades da Europa e as 150 melhores do mundo. Para diminuir a superlotação da La Sapienza, duas novas universidades públicas foram fundadas nas últimas décadas: Tor Vergata em 1982 e Roma Tre em 1992. Roma também abriga a Escola de Governo LUISS, a mais importante universidade de pós-graduação da Itália em as áreas de assuntos internacionais e estudos europeus.
Roma contém muitas universidades pontifícias e outros institutos, incluindo a Escola Britânica de Roma, a Academia da França em Roma, a Pontifícia Universidade Gregoriana (a mais antiga universidade jesuíta do mundo, fundada em 1551), o Istituto Europeo di Design, a Escola Lorenzo de Médici, o Campus de Malta e a Universidade Campus Biomédico. Roma também é o local de duas universidades americanas; a Universidade Americana de Roma e a Universidade John Cabot, bem como o campus da Universidade de São João, o John Felice Rome Center, o campus da Universidade Loyola Chicago e a Temple University Rome, o campus da Universidade Temple. As Faculdades Romanas são vários seminários para estudantes de países estrangeiros que estudam para o sacerdócio nas universidades pontifícias.
As principais bibliotecas de Roma incluem: a Biblioteca Angelica, aberta em 1604, o que a torna a primeira biblioteca pública da Itália; a Biblioteca Vallicelliana, criada em 1565; a Biblioteca Casanatense, aberta em 1701; a Biblioteca Central Nacional, uma das duas bibliotecas nacionais da Itália, que contém 4 126 002 volumes; a Biblioteca do Ministro dos Negócios Affari Esteri, especializada em diplomacia, relações exteriores e história moderna; a Biblioteca do Instituto da Enciclopédia Italiana; a Biblioteca Dom Bosco, uma das maiores e mais modernas de todas as bibliotecas salesianas; a Biblioteca e Museu Teatrale del Burcardo, uma biblioteca-museu especializada em história do drama e teatro; a Biblioteca da Sociedade Geográfica Italiana, localizada na Villa Celimontana, a biblioteca geográfica mais importante da Itália e uma das mais importantes da Europa; e a Biblioteca do Vaticano, uma das bibliotecas mais antigas e importantes do mundo, que foi formalmente estabelecida em 1475, embora na verdade seja muito mais antiga e possua 75 000 códices, além de 1,1 milhão de livros impressos, incluindo 8 500 incunábulos. Existem também muitas bibliotecas especializadas ligadas a vários institutos culturais estrangeiros em Roma, entre elas a da Academia Americana de Roma, da Academia Francesa de Roma e da Bibliotheca Hertziana — Instituto de História da Arte Max Planck, uma biblioteca alemã, frequentemente reconhecida por excelência nas artes e ciências.

## Cultura
Roma, com a sua imensa bagagem cultural, é um dos grandes polos de atração turística internacional. Mas não somente do passado vive a Cidade Eterna. É, ainda, um grande centro de referência que se estende da moda à culinária.
Em certos períodos do ano, são realizados grandes festivais que atraem milhares de pessoas, principalmente jovens. Destacam-se: Festival da Europa de Roma, Festival Romics, Festival de Jazz de Roma, Verões Romanos, Festival de Literatura, e Noites Brancas.
Devido à sua história milenar, são associados vários símbolos a Roma: o Coliseu, a Lupa Capitolina, os símbolos do cristianismo, e o famoso acrónimo S.P.Q.R., utilizado durante a expansão imperial para designar as terras como sendo d' O Senado e (d)o Povo Romano. As cores da cidade são o dourado e vermelho, representando, respectivamente, o cristianismo e o Império Romano. Feriados municipais: 21 de Abril, a fundação (aniversário) da cidade, e 29 de Junho, festa dos padroeiros da cidade.

### Arquitetura
Roma está repleta de reminiscências do seu passado milenar. No decurso da sua História de mais de dois mil anos, Roma acumulou inúmeros e notáveis tesouros de arte e um património arqueológico sem igual no resto do mundo. Esta característica desta cidade pode ser separada em duas componentes histórica e culturalmente distintas:
a Roma Antiga, ou também denominada Clássica, e a Roma Papal.

O Coliseu de Roma tornou-se um dos símbolos da cidade por atestar a magnificência da arte e cultura da Roma Antiga

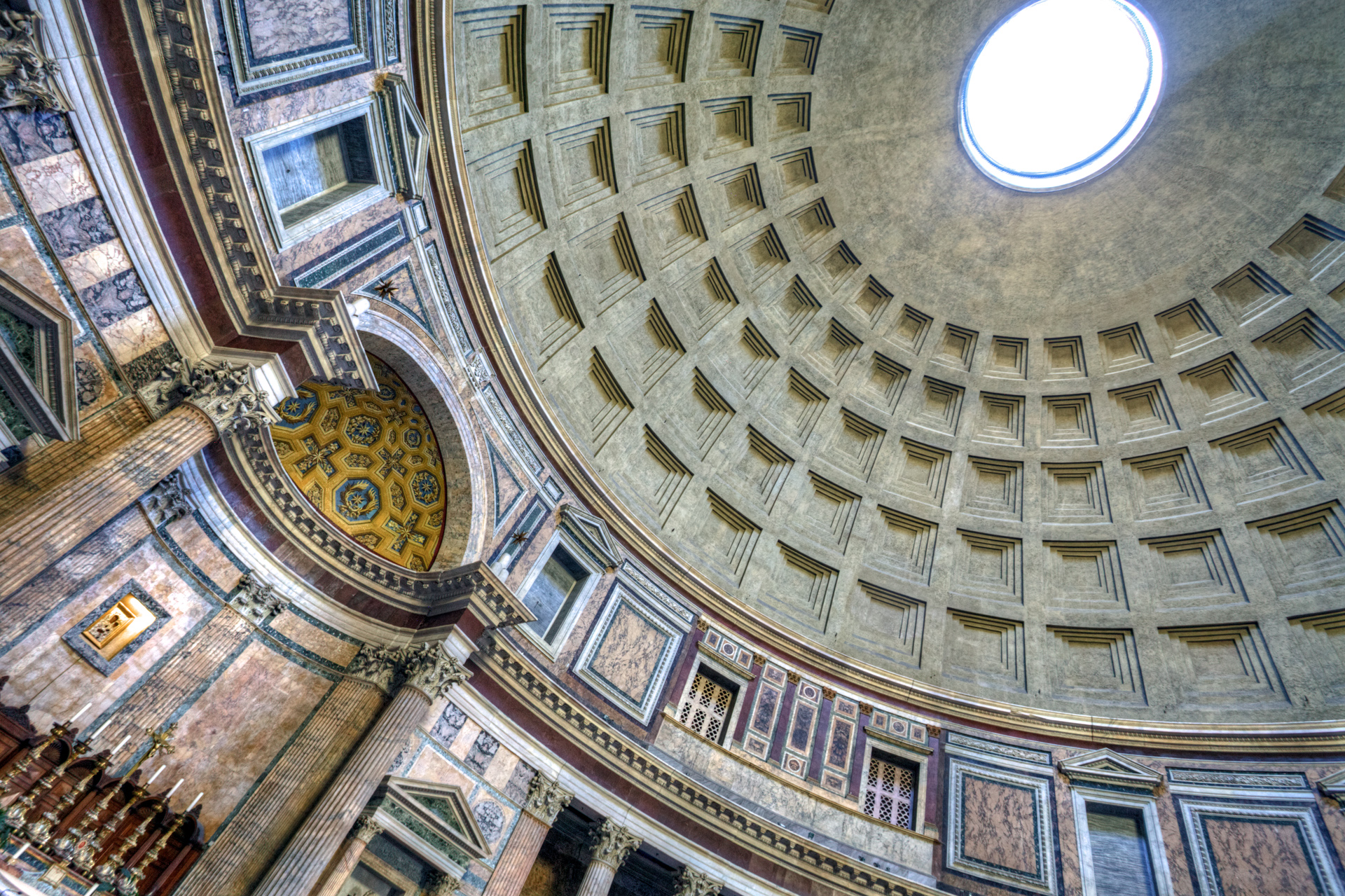
Interior do Panteão de Roma

Foi esta abundância de vestígios históricos que permitiu aos analistas reconstruir a história, costumes e algumas preocupações dos habitantes e governantes de Roma. Durante o período régio, nomeadamente no século VI a.C., período de grande prosperidade para a cidade sob influência etrusca, realizaram-se importantes obras públicas: o Templo de Júpiter no Capitólio, o santuário arcaico da área de San Omobono, e a construção da Cloaca Massima (um dos primeiros sistemas de esgotos alguma vez construídos) que iria permitir a bonificação da área do Fórum Romano e a sua primeira pavimentação.
Durante a Invasão Gálica (390 a.C.) é construída uma grande cinta muralhada, algumas partes da qual conservam-se ainda em alguns troços, conhecida erroneamente como Muralha Serviana. A cidade seria rapidamente reconstruída, e foi à tamanha rapidez que os históricos romanos atribuíram o aspecto urbanístico desorganizado da cidade; com efeito, tal deveu-se possivelmente ao seu contínuo crescimento, não previsto nem planeado previamente, com edifícios e estradas simplesmente adaptados à geografia do terreno. Na idade Republicana, assiste-se à fundação de vários edifícios públicos e templos, sobretudo na área do Fórum Romano, cujas referências aparecem nas suas fases sucessivas. Criam-se as primeiras estradas consulares e as suas pontes sobre o rio Tibre, bem como os primeiros aquedutos.
Seria apenas a partir do século II a.C. que se assistiria às primeiras transformações monumentais, inseridas num plano urbanístico coerente (por exemplo, os templos republicanos da área sacra do Largo di Torre Argentina), construídos separadamente e unificados através de um grande pórtico. Nasceram tipos arquitectónicos como a basílica civil e o Arco do Triunfo. Pela primeira vez foi aplicada a técnica edificadora do cementizio, um material característico das construções da Roma Antiga, que dotou a arquitectura romana com um desenvolvimento particular e original, e que iniciou a importação de mármore e sua utilização como ornamento nos edifícios. O primeiro templo inteiramente em mármore foi o templo redondo do Fórum Boário. Os autores destas obras, que entretanto ganharam prestígio, iniciaram projetos urbanístico cada vez mais ambiciosos, a partir dos grandes pórticos da zona do Circo Flamínio ao Tabulário de Sula, que se estende do Fórum Romano ao Capitólio, bem como o restauro ao templo capitolino. Pompeu deixa-nos o seu legado na cidade com a construção de um grande Teatro. Júlio César cria também uma nova praça com o seu nome, o Fórum de César, ao mesmo tempo que se dá o restauro da Cúria, sede do senado romano.

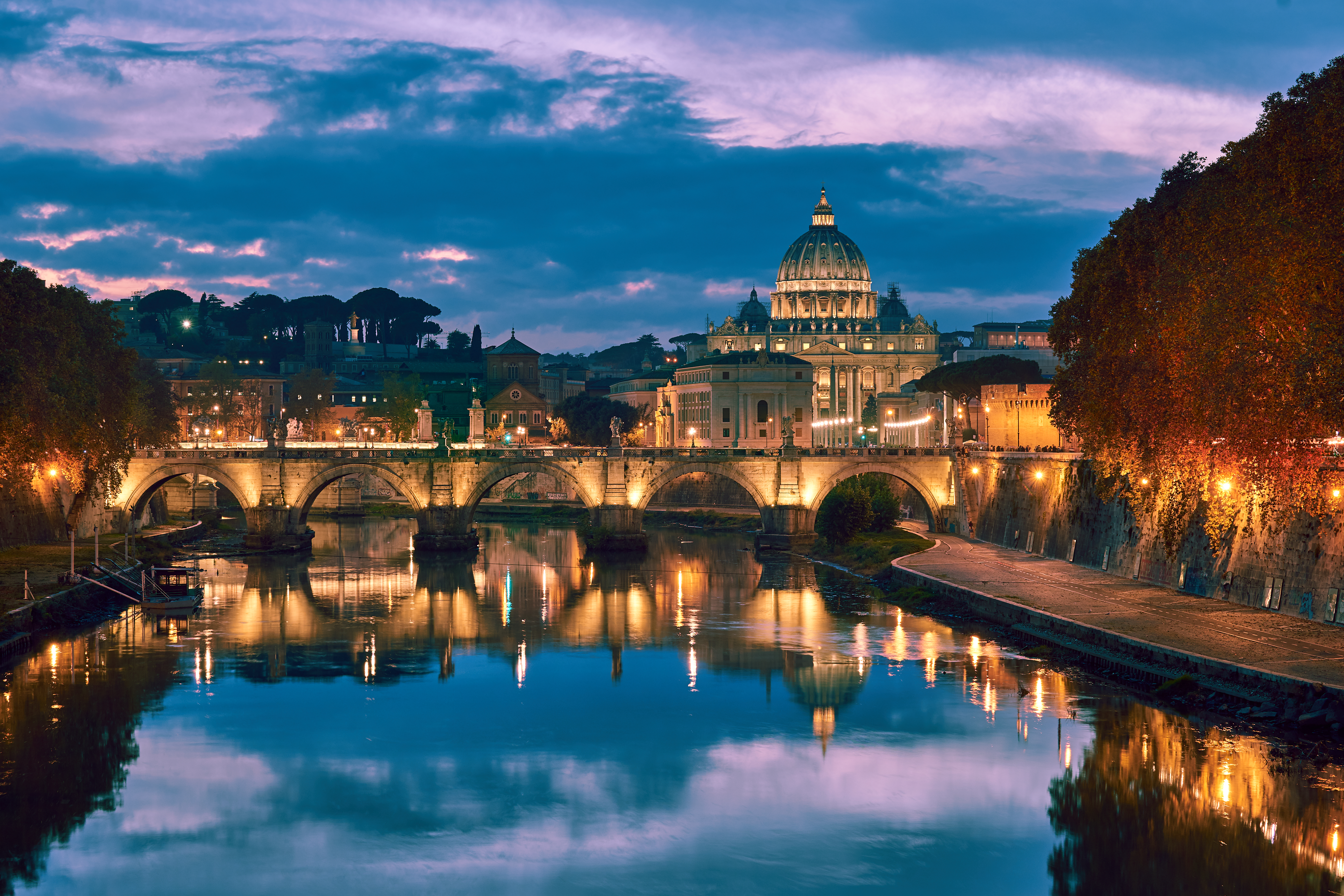
Vista noturna da Ponte de Santo Ângelo sobre o Rio Tibre, com a Basílica de São Pedro ao fundo ao crepúsculo, vistas da ponte Umberto I

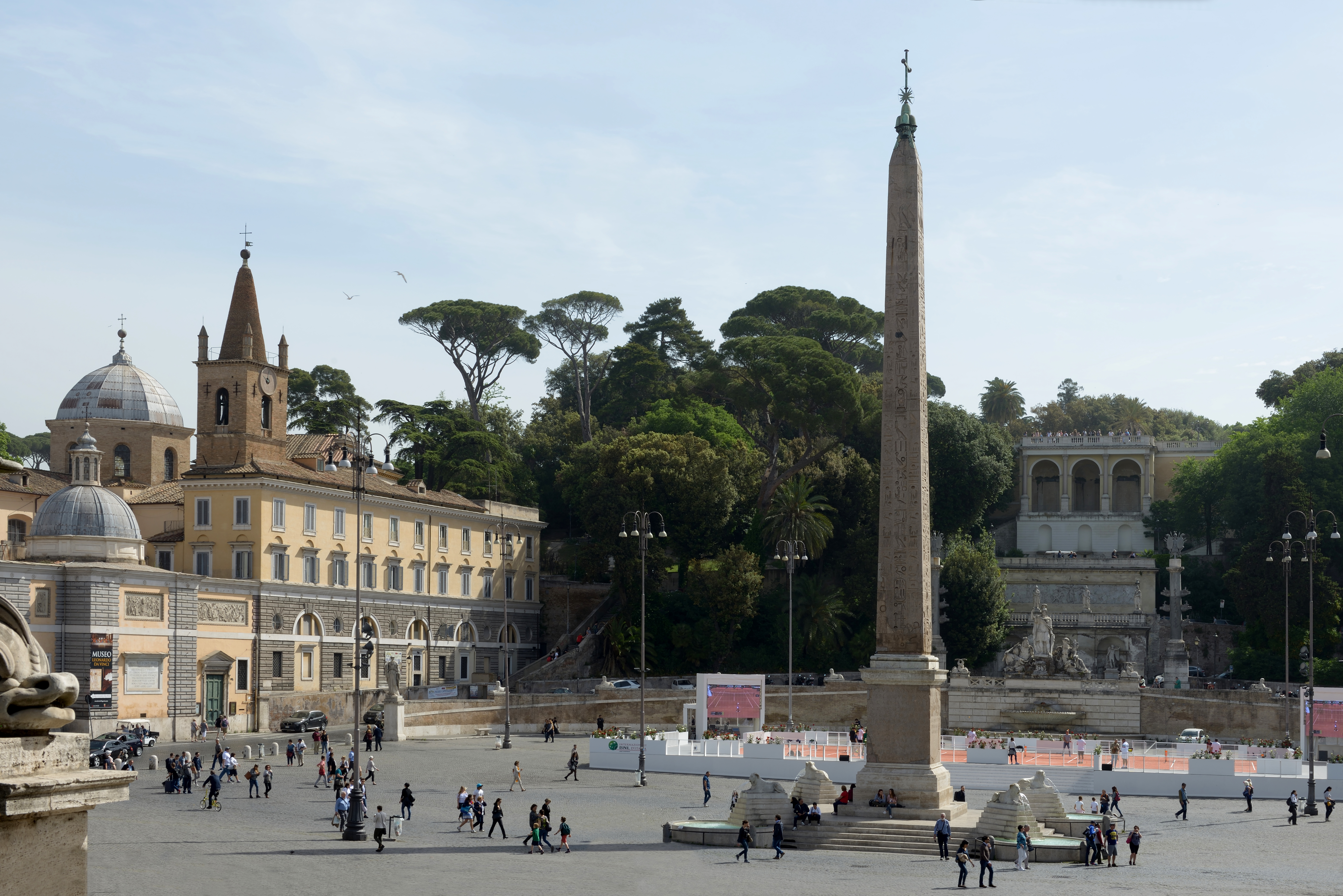
Um obelisco do Antigo Egito na Piazza del Popolo

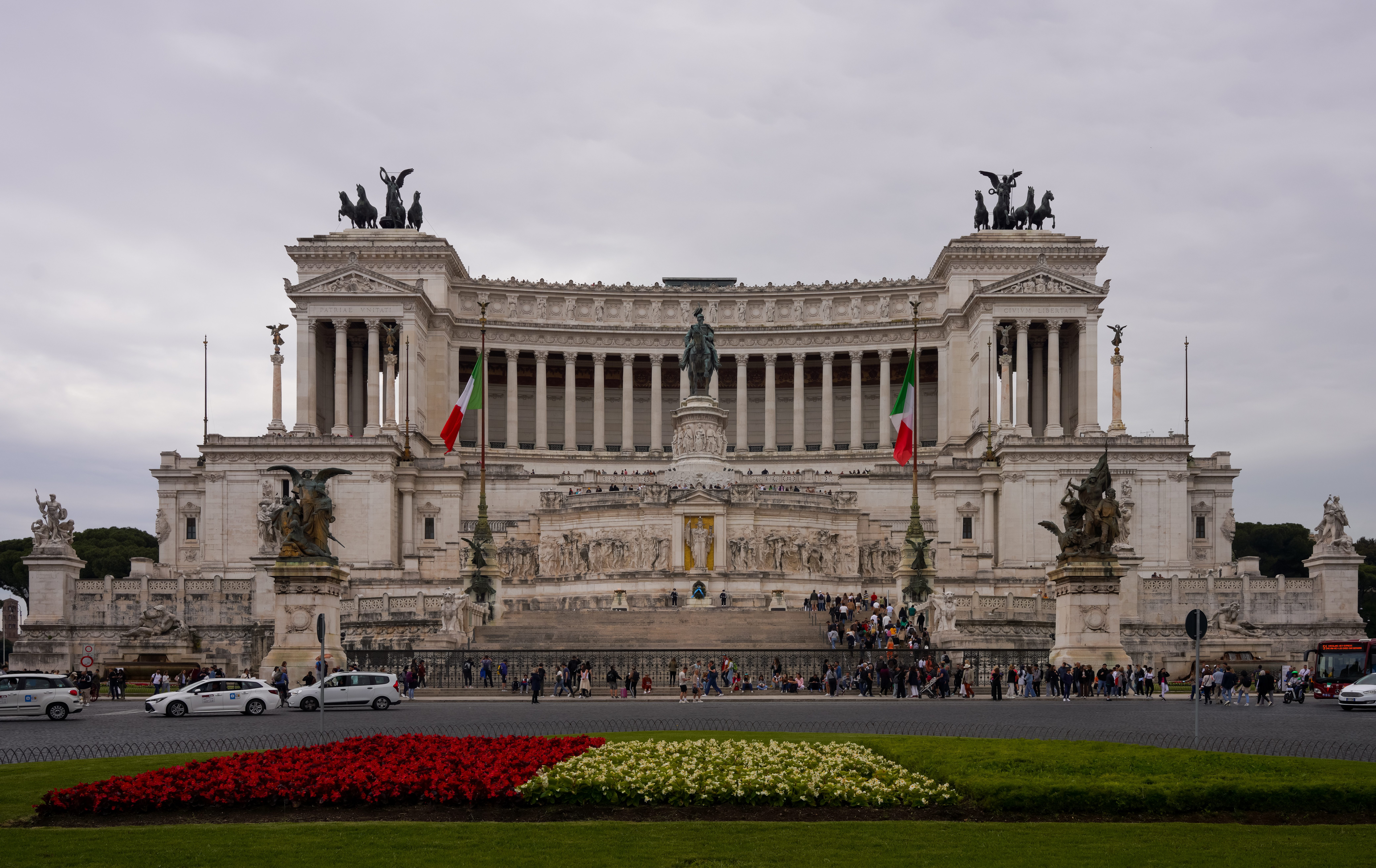
Monumento a Vítor Emanuel II da Itália

No entanto, o maior desenvolvimento urbanístico deu-se na época Imperial. Com Augusto, a cidade é dividida em 14 regiões. Completam-se as intervenções de César e iniciam-se novos grandes projetos urbanísticos ao lado da praça do Fórum Romano, como a construção da Basílica Júlia e a remodelação da basílica Emília. Augusto, com a ajuda indispensável de Agripa, seu amigo e conselheiro, ocupar-se-ia da sistematização do Campo de Marte, que já vinha sido enriquecida de edifícios públicos e monumentos. Na zona periférica da cidade, é construído o seu mausoléu, e é erigido um grande relógio solar que usa um obelisco como gnômon e o Altar da Paz (Ara Pacis). Na área do Circo Flamínio surge o Teatro dedicado a Marcelo e, mais lentamente, o Templo de Apolo Sosiano.
O processo de monumentalização da cidade prosseguiu com os sucessores de Augusto. Em 64 d.C., durante o reinado de Nero, um grande incêndio quase destrói a cidade inteira. Para favorecer uma reconstrução ordenada e corrigir as condições que favoreceram o alastrar do incêndio foi criado um novo plano regulamentar, colocado em prática apenas parcialmente. Nero construirá, assim, a sua Casa Dourada e ocupará os espaços compreendidos entre os montes Célio, Esquilino e Palatino com uma enorme villa.
Após a morte de Nero, os imperadores Flavianos restituíram para uso público parte dos espaços ocupados para a sua residência, construindo as Termas de Tito na colina de Ópio e o Coliseu. Ainda durante esta dinastia, são erigidos o Arco de Tito, o Templo da Paz, o Fórum de Nerva e o Palácio imperial no Palatino ("Casa Flávia" e "Casa Augustana" e o Estádio Palatino), além do estádio de Domiciano, a atual Praça Navona, e o Odeão de Domiciano.
Com Trajano completa-se a série de fóruns imperiais com a grande praça do Fórum de Trajano e a célebre coluna e o complexo contíguo de mercados. Além disso, surgem as termas na colina Ópio. Deve-se a Adriano a construção do Panteão com o seu aspecto atual e a construção de um mausoléu, transformado entretanto no atual Castelo de Santo Ângelo, embora a actividade edificadora diminuísse. Assiste-se ainda à construção do Templo de Adriano, inserido num palácio papal posterior que hoje serve de sede da Borsa di Roma, o Templo de Antonino e Faustina, no Fórum Romano e a coluna Antonina, dedicada a Marco Aurélio. Durante a dinastia dos Severos são alçados o Arco de Septímio Severo e as termas de Caracala.
No decurso do século III, em que os imperadores passavam pouco tempo na cidade, a actividade edificadora quase por completo. É, no entanto, neste período que é erigida a Muralha Aureliana, atribuída ao imperador Aureliano, a partir de 272: alguns séculos depois temem-se novamente pela segurança da cidade. As muralhas seriam sucessivamente reforçadas até adquirirem o aspecto monumental atual.
Com a Tetrarquia, retoma-se a actividade edificadora com a construção das termas de Diocleciano, da Basílica de Constantino e da grande vila de Magêncio, na Via Ápia, e do Arco de Constantino. A partir de Constantino I dá-se início à construção das primeiras grandes igrejas cristãs: as basílicas de São João de Latrão e de Santa Cruz de Jerusalém, e as basílicas cemiteriais nas tumbas dos mártires contíguas ao mausoléu da família imperial e, ainda durante os anos sucessivos, Santa Maria Maior e São Paulo Fora de Muros. Nos finais do século continuou-se, todavia, a restaurar os edifícios públicos e templos pagãos. O poder temporal do Papado iria interferir, posteriormente, no território citadino e nas igrejas. São também incontáveis os vestígios arquitectónicos na periferia da cidade.

### Esportes

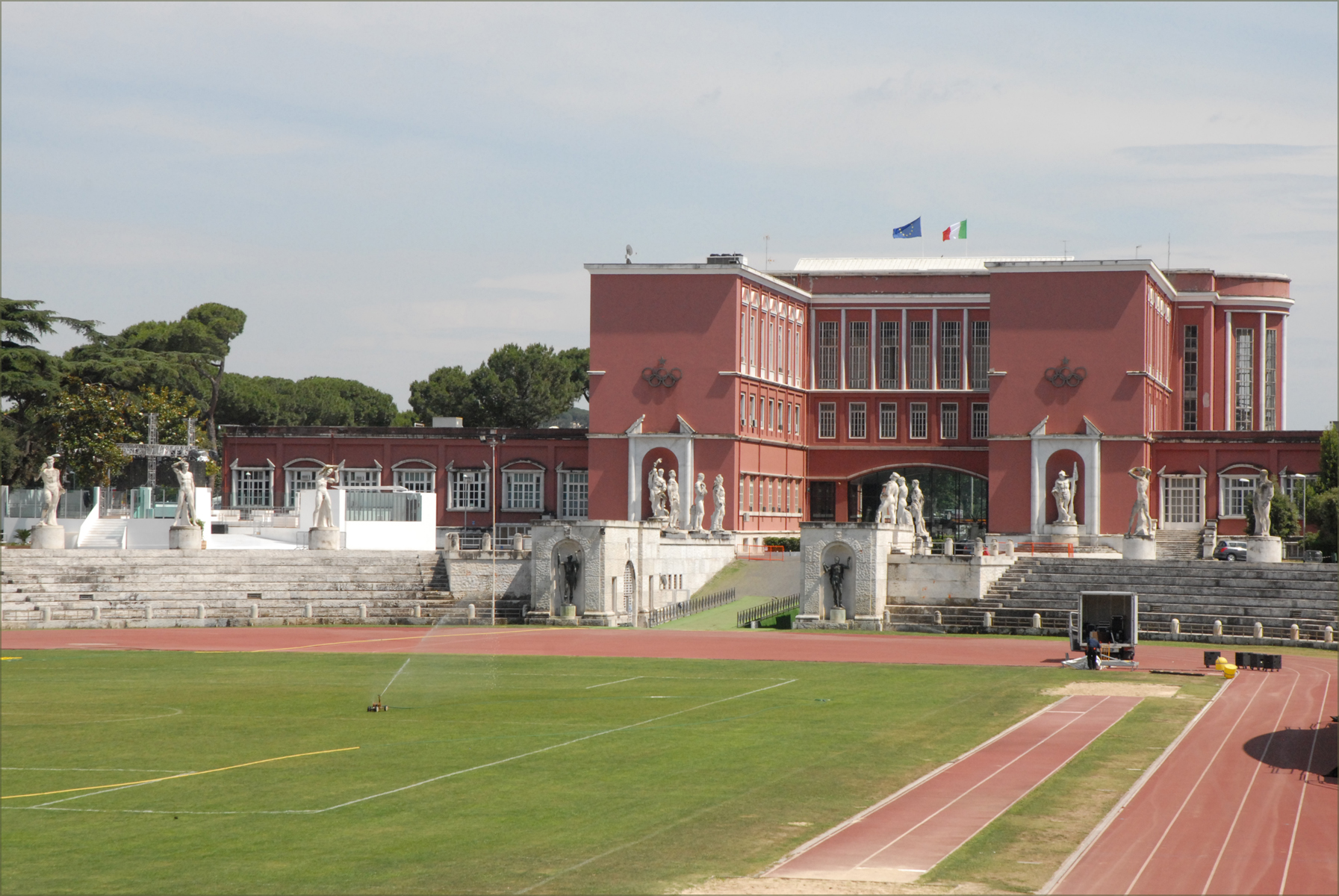
Stadio dei Marmi

No que diz respeito ao desporto e infraestruturas, Roma dispõe do Estádio Olímpico, do Estádio Flaminio e da Lottomatica, um complexo desportivo da década de 1950.
No futebol, Roma é a cidade do Associazione Sportiva Roma (AS Roma), a Società Sportiva Lazio (SS Lazio), ambos na Serie A, a primeira divisão do campeonato italiano, e ainda a Associazione Sportiva Cisco Roma e a equipa feminina S.S. Lazio Calcio.
No ciclismo, esta cidade já foi meta de prova no Giro d'Italia, em 1989 (27 de Maio), 7ª etapa, vencida pelo suíço Urs Freuler, e em 2000 (13 de Maio), na prova de contra-relógio, vencida pelo checo Jan Hruška. O Giro del Lazio é uma corrida de ciclismo de um dia, considerada clássica do ciclismo italiano, que é disputada nos arredores de Roma no início de agosto.
Roma ainda se faz representar em provas de basquete (Virtus Pallacanestro Roma), andebol (S.S. Lazio), polo aquático (A.S. Roma e S.S. Lazio), voleibol (Virtus Roma, Linea Medica Siram Roma) e râguebi (Rugby Roma e S.S. Lazio).
A cidade já foi anfitriã dos Jogos Olímpicos de 1960 e foi candidata ao Jogos Olímpicos de 2016, porém retirou a candidatura.